# 江沢民
江 沢民（こう たくみん、簡体字: 江泽民、繁体字: 江澤民、拼音: Jiāng Zémín、1926年8月17日 - 2022年11月30日）は、中華人民共和国の政治家。第3代中国共産党総書記、第4代党中央軍事委員会主席、第5代国家主席、第2代国家中央軍事委員会主席を務めた。

## 来歴

### 生い立ち
1926年8月17日、江蘇省江都県田家巷に誕生する。祖父の江石渓は安徽省徽州府婺源県の出身。本貫は安徽省寧国府旌徳県。江沢民の実父の江世俊（冠千）は、日本軍占領下の江蘇省で日本の特務機関ジェスフィールド76号に協力をしていたとされ、日中戦争時代の日本の傀儡政権である汪兆銘政府の官吏だったとみられるが、中国当局はこれを否定する。
叔父の江世侯（上青）は中国共産党の幹部であったが、嫡男を得ないまま1939年に日中戦争時に地元匪賊に殺害された。江沢民は、公式にはこの江世侯の養子ということになっているが、本家の次男である江沢民が、祖父の江石渓からみて第6子にあたる叔父の江世侯の養子となるのは、中国の家族慣行では異例であり、「漢奸の息子」という出自を隠し、自らの「紅い血筋」を創りあげるためと考えられている。
1943年に揚州中学を卒業した後、南京中央大学に入学する。
日中戦争終結後の1945年10月に南京中央大学が上海交通大学と合併したため、江沢民は上海交通大学に転籍し、1947年に卒業したために学歴上は上海交通大学卒業となり、江沢民の経歴を語るとき、南京中央大学に在籍していたことについて触れられることは少ない。1946年4月、中国共産党に入党。このときの江は、大学の党支部書記など指導的立場ではなく、一党員に過ぎなかった。

### テクノクラート
上海交通大学卒業後、上海市で益民食品第一工場や上海市石鹸工場のエンジニアとして働く。中華人民共和国建国後の1953年に第一機械工業部上海第二設計分局電力専業科長となる。翌年、長春第一汽車製造廠（自動車製造工場）に移る。後に江沢民政権下の国務院常務副総理（第一副首相）となる李嵐清とは長春第一汽車製造廠時代の同僚である。1955年には機械技術者としてモスクワのスターリン自動車工場で研修を受ける。帰国後、長春第一汽車製造廠動力処副処長、副総動力師、動力分廠廠長を歴任した。1962年に上海に戻り、第一機械工業部上海電器科学研究所副所長となる。1966年に第一機械工業部が武漢市に新設した武漢熱工機械研究所の所長兼党委員会書記代理に任命される。同年に発動された文化大革命では実権派として攻撃されたものの、「革命烈士の子弟」とされたため、被害は少なかった。
1970年に北京に移り、第一機械工業部外事局副局長に任命される。1971年にルーマニアのチャウシェスク政権との友好関係推進のため、同国での機械工場建設プロジェクトに対して中国から視察団が派遣されることになり、江はその団長として1年間同国に滞在する。帰国後、第一機械工業部外事局長に就任。1980年8月、国家輸出入管理委員会副主任（次官）兼秘書長となり、翌月には国家外国投資管理委員会副主任兼秘書長も兼務して、貿易・外国投資に関する業務を担当した。
1982年5月、新設された電子工業部の第一副部長（副大臣級）に任命される。同年9月、第12回党大会において中央委員に選出。1983年6月、電子工業部部長（大臣）に就任する。

### 上海市長・党委書記
1985年、上海市の実力者であり、かつて江沢民を第一機械工業部に引き上げた汪道涵の推挙により、上海市長に転出。1987年11月、第13期党中央委員会第1回全体会議（第13期1中全会）において中央政治局委員兼上海市党委員会書記に昇進する。翌月に上海で発生した学生の民主化要求運動に対しては、学生と直接対話し説得した。

### 党総書記・最高指導者
1989年4月、胡耀邦（1987年に保守派により党総書記を解任された。）が死去したことを契機に民主化運動が高まっていった。しかし、最高指導者の鄧小平は民主化運動を「動乱」と規定、共産党の機関紙である『人民日報』は4月26日付社説「旗幟鮮明に動乱に反対せよ」を発表した。当時の江沢民は、趙紫陽総書記ら民主派と、李鵬国務院総理（首相）ら保守派との中間的存在であったが、江はこの社説にいち早く対応し、胡耀邦追悼の座談会を報じた『世界経済導報』を停刊処分とした。この江の行動が陳雲や李先念といった保守派長老の目に留まり、民主化運動に理解を示していた趙紫陽の後任候補として江を推す声が高まっていった。6月4日、第二次天安門事件が発生。その直後の6月23日から24日にかけて開催された第13期4中全会において、全職務を解任されて失脚した趙紫陽に代わり、江沢民は鄧小平によって党総書記・中央政治局常務委員に抜擢された。
さらに同年11月の第13期5中全会において、鄧小平から党中央軍事委員会主席の地位を継承し、翌1990年4月の第7期全人代第3回会議において国家中央軍事委員会主席に就任する。中華人民共和国は中国共産党を中心とするヘゲモニー政党制であり、執政党（指導政党）である中国共産党が国家機構を領導（上下関係を前提とした指導）し、その権力は党の軍隊である中国人民解放軍に担保されている。そのため江沢民以前は、国家主席や総書記ですら就任する人物によってはソビエト連邦の最高会議幹部会議長のように半ば名誉職と化していた一方で、党中央軍事委員会主席の鄧小平が最高実力者であるなど、地位と実権が必ずしも一致しなかった。しかし、江沢民が1993年3月に国家主席に就任して以来最高指導者が総書記・国家主席・党中央軍事委員会主席を兼任して権力を一元化するようになっている。
総書記就任後は鄧小平の後継者として改革開放政策を概ね継承し、共産党の独裁体制を維持しつつ経済発展を推進した。1992年10月の第14回党大会で自らを中心とする指導体制を確立し、最高指導者としての地位を確実なものとした江沢民は、同大会において「社会主義市場経済」の導入を決定、中国を事実上資本主義国化させていった（国家資本主義）。2001年11月には中国の世界貿易機関への加盟を実現し、外資の導入と世界経済のグローバリゼーション化の動きに適応した輸出の強化で「世界の工場」とまで呼ばれる世界最大の製造業大国へと中国を変貌させる基礎を築く。その結果、総書記就任直後の1990年の中華人民共和国のGDP（国内総生産）が3888億ドルだったのに対し、2000年のGDPが1兆71億ドルになるなど、1990年から2004年にかけて平均約10%近くの世界最高の経済成長率を記録して中国の高度経済成長は進展した。共産党の執行部は自らと同じエンジニア出身者を中心とし、中央指導部から地方の省長・市長までエンジニア出身者が多く占める脱イデオロギー的なテクノクラシー体制を確立した。また、中国には「強人」（ストロングマン）による開発独裁的な権威主義体制が必要と主張する「新権威主義」と呼ばれる一派の論客であった王滬寧をブレーンに抜擢した。1997年7月には香港、1999年12月には澳門（マカオ）の中国への返還も実現させ、列強の植民地化によって長らく分裂してきた大陸を事実上初めて統一した。現代中国史の研究者である天児慧は江沢民を「大国化する中国の建設に貢献した」と評する。
江沢民の任期から中国本土は大国意識を剥き出しにした外交政策が目立つようになり、台湾の李登輝総統は当初国家統一綱領を掲げて海峡交流基金会の設置や対中直接投資の解禁など対中穏健路線を打ち出して江沢民も腹心の曽慶紅や汪道涵らを通じて接触するも、1995年に一つの中国原則で妥協しない江沢民側の提案（江八点）に対して李登輝側が武力行使放棄などを訴えたこと（李六条、李六点）で決裂し、1996年の1996年中華民国総統選挙で台湾の民主化を警戒して台湾海峡にミサイルを撃ち込んでアメリカ軍の緊急展開を招くなど「文攻武嚇」（李登輝を批判し、武力を以て威嚇する路線）で情勢を緊迫させた。その一方で台湾が康定級フリゲートを購入しようとした際はフランス軍需産業と当時の台湾の国民党政権から不正な献金を受けて黙認したと後の台湾の陳水扁総統はその汚職体質を指摘している。なお、陳自身も江の息子である江綿恒とその共同事業者である台湾の大富豪王永慶の長男の王文洋から資金援助されていたと元立法委員の秦慧珠は主張している。他にも同年にCTBT採択直前に駆け込みでジャック・シラク大統領のフランスとともに核実験を強行し、世界中から非難された。1999年の国慶節では15年ぶりに軍事パレードを挙行し、軍事力を誇示した。また、江が推進した経済発展は、国民の貧富の格差や都市と地方農村の地域格差といった格差社会、汚職の蔓延、そして環境破壊による公害などの負の遺産も残した。また、1999年には法輪功集団による北京中南海陳情事件で、法輪功にメンツを潰されたと感じ、以来、「法輪功を皆殺しにする」との方針で、残酷な弾圧を開始した。
このような中で、江は2002年11月、自身の任期で最後となる第16回党大会を主宰し、自ら提唱した「三つの代表」理論（中国共産党は先進的生産力・先進的文化・最も広範な人民の利益を代表する）を党の指導思想として党規約に追加した。「三つの代表」理論を掲げて私営企業主へも門戸を開いた中国共産党は、この党大会より階級政党から国民政党への転換を始めた。しかし、「三つの代表」理論については保守派から批判が出され、「江は『三つの代表』理論を党規約化することで自身を毛沢東・鄧小平と同格に位置づけようとしている」と江に反発する意見も強かった。ともあれ、「三つの代表」理論を党の指導思想とした江沢民は、この党大会で総書記・政治局常務委員を退任し、2003年3月、第10期全国人民代表大会第1回会議で国家主席も退任した。その後、2004年3月の第10期全人代第2回会議において憲法が改正された際に、「三つの代表」理論は「マルクス・レーニン主義」・「毛沢東思想」・「鄧小平理論」とともに国家理念として憲法前文に追加された。
江は総書記在任中、上海市長・党委書記時代の部下を次々と中央に引き上げ、枢要な地位に就けて「上海閥」を形成し、その総帥として政界に君臨した。総書記退任後も党中央軍事委員会主席に留任した江は、党の最高指導部である政治局常務委員の過半数を自派閥で固め、曽慶紅らを通じて後継の胡錦濤指導部に影響力を発揮していた。しかし、2006年に江の地盤である上海市の幹部（党委書記の陳良宇など）が汚職で根こそぎ摘発され、「上海閥」は大打撃を受けた。その結果、江沢民派の官僚はかなり減少し、胡錦濤が権力の掌握を確実なものとしていった。

### 指名手配
欧米諸国では人権問題の観点から江沢民の政策を批判する者もいる。江沢民指導部は反政府活動を行う法輪功の弾圧や、中国国内で「臓器狩り」と呼ばれる臓器売買に対して、アルゼンチンやオランダ、スペインなどで江沢民らを「人道に対する罪」で起訴する動きがあった。
2009年12月17日、アルゼンチンの裁判所は江沢民と最高指導部の元高官・羅幹を、集団虐殺罪と拷問の罪で逮捕状を出した。
2013年11月19日、スペインの全国管区裁判所は1980年代から1990年代にかけて行われたとされるチベット人への「集団殺害」容疑で江沢民や李鵬ら5人に逮捕状を出したことを発表。中国政府はこれに強く反発した。その後スペインは国内法を改正し、それに伴い訴追は却下された。

### 引退後
2004年9月に党中央軍事委員会主席を、2005年3月に国家軍事委員会主席を退いて一党員となったが、2007年11月の第17回党大会に出席した際にその席次が党総書記の胡錦濤に次ぐ第2位であるなど、依然として「党と国家の指導者」として遇されている。これは1990年代に鄧小平や陳雲らが受けた待遇に近い。また、2008年の旧正月には上海市党委書記と市長を伴って公式の場に現れ、健在振りを誇示した。北京オリンピックの開会式では胡錦涛夫妻の左隣に並んで出席した。
2010年5月1日より上海万博が開催された。地元での万博開催は江沢民にとっても悲願であったが、4月30日に挙行された開会式には江沢民派の上海市長韓正が出席し、江の姿はなかった。このことが健康不安説や、上海閥の領袖として長きに渡り中国政界に君臨していたが、遂に胡錦濤派（共青団派）に完全に権力を握られたなど、様々な憶測を呼んだ。同年12月には上海で開催された京劇俳優による歌唱大会を鑑賞したことが報道され、健在ぶりを示したが、2011年4月に急病で入院。一時は意識を失うまで容態は悪化した。7月1日に開催された中国共産党創建90周年記念祝賀大会には欠席し、再び健康不安説が表沙汰になった。その後まもなく香港や日本の一部マスメディアが死亡説を報じたが、実際には自宅療養しており、8月ごろから回復。10月9日に人民大会堂で開催された辛亥革命100周年記念式典では、歩行に介助が必要ではあったものの出席を果たし、死亡説を払拭した。
2015年9月3日の中国人民抗日戦争・世界反ファシズム戦争勝利70周年記念式典では党総書記である習近平の左隣に胡錦濤とともに並んで健在ぶりをアピールした。
2017年10月18日の中国共産党第十九回全国代表大会では党総書記である習近平の両脇に胡錦濤とともに並んで党の団結をアピールした。最後に公の姿を見せたのは2019年10月1日に開催された建国70周年式典で、96歳となっていた2022年10月16日に開幕した中国共産党第二十回全国代表大会には姿を見せなかった。

### 死去
2022年11月30日12時13分（CST）（JST：13時13分）、上海華東病院で死去した。96歳没。新華社通信による報道によれば、死因は白血病と多臓器不全とされる。江の訃報は中国中央電視台が特別番組として報道し、新華社通信や百度などの中国のサイトが弔意を表すためのモノクロに切り替わった。また、当局は江の死を悼み、天安門広場や人民大会堂、在外公館に対し、半旗の掲揚を求めた。
江の死去に際し、ラオスのトーンルン・シースリット国家主席と会談した習近平は席上「われわれは沈痛に悼んでいる」と弔意を示し「悲しみを力に変え、全面的な社会主義現代化国家の建設と中華民族の偉大な復興推進のため、団結・奮闘する」と強調した。
12月1日、江の遺体が北京に到着し、中国人民解放軍総医院に安置された。その後同月5日、習近平、胡錦濤らに見送られ、遺体は八宝山革命公墓で火葬された。同月6日に人民大会堂で追悼大会が行われ、その際には中国全土でサイレンが鳴らされた。同月11日、生前の江と遺族の意向により、中南海に安置されていた遺骨が上海まで運ばれ、長江河口で海軍の艦艇上から遺族と中央書記処常務書記の蔡奇により散骨された。
日本の政府・政党関係者も江の死去を受けて、弔意を示すコメントが出された。
- 岸田文雄首相は、中国当局関係者に対し「江沢民閣下の御逝去の報に接し、深い悲しみに堪えません。江沢民閣下は、改革開放政策を推進し、中国の発展に貢献されたのみならず、1998年には中国の国家主席として初めて我が国を公式訪問されるなど、日中関係において重要な役割を果たされました。ここに謹んで江沢民閣下の御冥福をお祈りするとともに、御遺族の方々、中国政府及び国民に対し衷心より哀悼の意を表します」[54]とメッセージを送った。
- 自由民主党の二階俊博元幹事長は「江沢民・元国家主席は、中国の発展に大きく貢献し、1998年に初めて日本を訪れて『日中共同宣言』を発出するなど両国の友好協力関係の増進に大きな役割を果たした。私が運輸大臣を務めていた2000年に画家の平山郁夫氏を団長とする5200人の日中文化交流使節団とともに訪中した際には、人民大会堂で暖かく迎えて頂いたことをきのうのことのように思い出す。江氏の功績をしのびつつ、謹んでご冥福を祈り、遺族にお悔やみ申し上げる」とコメントした。
- 公明党の山口那津男代表は「天安門事件のあと、社会主義における資本主義化を進めて、今日の中国の発展の礎を築いた。20年ほど前に中国を訪れた際、体格のがっちりした、堂々たる風格を遠くから拝見したが、大きな影響力を示して発展を導き出した役割は大きかったと思う。日本を訪問した際には、不興を買うような発言もあったが、次の胡錦涛時代につながる、日本企業の中国進出の道を開いた。96歳という年齢を考えると、天寿を全うされたのではないか」とコメントした。
- 立憲民主党の小沢一郎衆議院議員は、かつて新進党の党首時代に訪中して江と会談したことがあり、「一つの時代の終わりを感じる。親しくお話しさせていただいた時のことが懐かしく思い出される。中国経済を発展させ、中国国民の生活を豊かにしたいという強い思いをもって果断に行動された、けうな指導者だった。責任ある大国として、まだまだ後輩にアドバイスをお願いしたかった。心からご冥福をお祈り申し上げる」とコメントした。

## 外交政策
江沢民は天安門事件で孤立した中華人民共和国の外交の改善に貢献したとして、「中国を変えた男」と肯定的に評価されている。とくに、大国間の協調を重視してアメリカ合衆国・ロシア連邦との関係においては緊密な関係を築いた。

### アメリカ・ヨーロッパ諸国
1997年10月にアメリカを訪問した際、江沢民とアメリカ合衆国大統領ビル・クリントンは、両国関係を初めて「戦略的建設的パートナー」と表現して米中協調の枠組み作りを本格化させ、当時のクリントン政権には「チャイナゲート」と呼ばれる中国政府から選挙資金を得た疑惑からの批判もあった。
しかし、1999年のコソボ紛争では中国を訪問して江沢民と友好関係にあったユーゴスラビアのスロボダン・ミロシェヴィッチ政権をNATOが攻撃して中国大使館への誤爆も起きたために米中関係は緊張関係になり、2000年に起きたブルドーザー革命の際はミロシェヴィッチの家族はその財産を中国に持ち込んで亡命も試みていた。
2001年4月1日、クリントンの後任に中国を「戦略的競争相手」と位置付けるジョージ・W・ブッシュが大統領に就任した直後に南シナ海で海南島事件が起きたこともあって、中国とアメリカの亀裂は決定的とする見方もあったが、同年9月11日にアメリカ同時多発テロ事件が発生すると、江はこの事件を契機にアメリカとの協調関係の再構築に乗り出した。中国は真っ先にアメリカに対して哀悼の意を表するとともにテロリズムに共同で立ち向かうことを宣言し、翌月にAPEC（2001年APEC上海会議）を上海で主催した江は911テロ後の初外遊で中国を訪問したブッシュが唱える「テロとの戦い」を支持する各国との首脳共同声明をまとめ、アメリカ軍によるタリバーン打倒後のアフガニスタン復興に1億5000万ドルもの資金を援助し、対テロ戦争を支える国際連合決議にも賛成して有志連合を支持した。また、ブッシュの父で米中連絡事務所所長を務めた元大統領のジョージ・H・W・ブッシュと交流し、ブッシュの叔父で米中商工会議所議長を務めたプレスコット・ブッシュ・ジュニアと江沢民は長年の友人であるなどブッシュ家とは密接な関係を持ち、息子の江綿恒はブッシュの弟のニール・ブッシュと中国で会社を共同経営していた。
これらの中国の動向を受けて、ブッシュは中国を「責任ある利害共有者」とし、中華人民共和国の世界貿易機関加盟を受け入れ、台湾独立についても支持しないことを明確にするなど、中国とアメリカの接近が深まった。ブッシュ政権ではイレーン・チャオ労働長官の父親は江と同級生でもあり、財務長官を務めたヘンリー・ポールソンと江は親交があった。一方で、悪の枢軸発言やイラク武装解除問題でイラクへの軍事攻撃に江は反対するなど、一極化するアメリカの単独行動主義は牽制していた。

### ロシア・旧ソ連諸国
コソボ紛争でNATOに共に反発して、第二次チェチェン紛争でも欧米と対立を深めていたロシアのボリス・エリツィン大統領に接近し、その後任のウラジーミル・プーチン大統領とは中露善隣友好協力条約を締結して中露関係を強化し、ロシアと同じ隣国でソビエト連邦の崩壊で独立したばかりの中央アジアも引き入れた上海ファイブを2001年6月15日に上海協力機構に改組してNATOに対抗した。

### ベトナム
中越戦争以来初めて中国を訪問したベトナムのグエン・ヴァン・リン書記長らと会談して、国境の非武装化や捕虜交換などの国交正常化を進めることで合意した。中越戦争を「中国の侵略行為」として謝罪を求めるベトナムに対しては、「戦争の原因はベトナムのカンボジア侵攻」として、謝罪はしていない。2002年2月末にベトナムを訪問した際、ベトナム側の首脳に対し、「もう過去のことは忘れよう」「（中越）両国は未来志向であるべきだ」と主張し、ベトナムで使用されている教科書から中越戦争の記述を削除するよう要求した。

### 韓国
朝鮮戦争以来敵対し、台湾と国交を持っていたアジア最後の国である大韓民国と1992年8月に国交正常化した。同年9月29日に当時の盧泰愚大統領は中国を訪問した。盧泰愚の前任の全斗煥大統領も日本政府に対して中国の胡耀邦に韓国の国家承認を働きかけるよう要請し、全斗煥の前任の朴正煕大統領も日本の財界の後押しで鄧小平と接触するも何れも国交樹立には成功せず、中国が江沢民政権となってから中韓は急速に接近した。その後任の金泳三大統領も1994年に中国を訪問して江沢民と会談し、1995年11月13日には江沢民は中国の指導者としては初めて韓国を訪問した。1998年には金大中大統領は江沢民と「中韓協力パートナーシップ」構築で合意した。
1990年3月、江沢民は北朝鮮を訪問した際に金日成国家主席に対して韓国との通商代表部設置を遅らせることは難しいと述べ、1991年10月に金日成は生涯最後の外遊で訪中して中韓国交正常化の見送りを要請するも江沢民ら中国指導部は北朝鮮核問題の解決を求めた。1992年7月に外交部長である銭其琛が訪朝して江沢民の中韓国交正常化の意向を金日成に伝えた際は恒例の宴会も開かれず、中朝関係は冷却化した。2000年に鄧小平と犬猿の仲だったとされる金正日が朝鮮労働党総書記就任後の初外遊で17年ぶりに訪中した際はその後に行われた初の南北首脳会談を調整したとされ、南北等距離外交を基本とした。また、2001年に金正日が再び訪中した際はこれに同行した金正日の長男の金正男は江沢民の長男である江綿恒と会談して中国の太子党と親密になったとされる。

### 日本

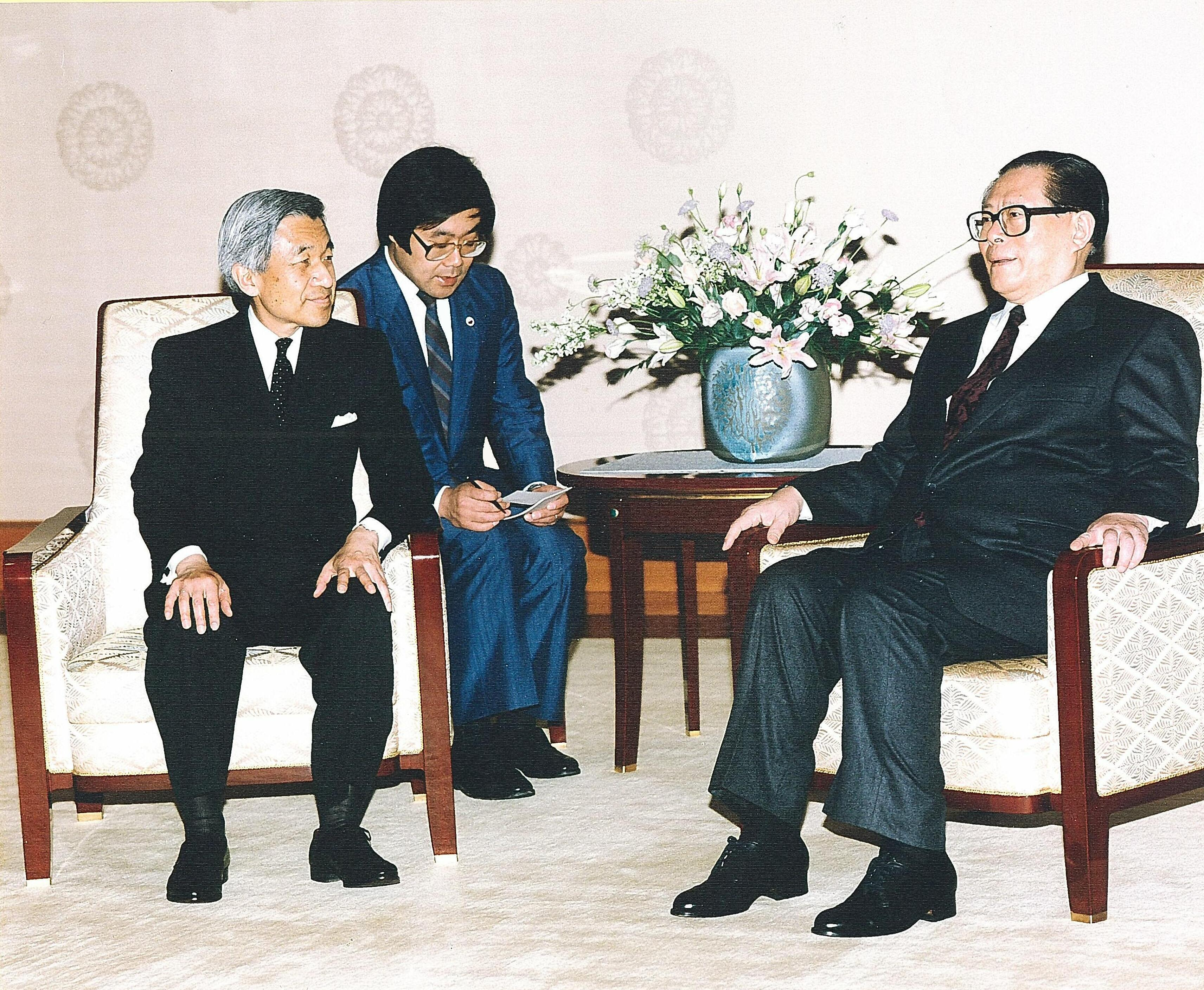
1992年4月7日、皇居で天皇明仁と会談

天安門事件直後の1989年6月21日、日本政府は第3次円借款の見合わせを通告し、フランスなどもこれに応じた。7月の先進国首脳会議（アルシュ・サミット）でも中国の民主化弾圧を非難し、世界銀行の中国に対する新規融資の延期に同意する政治宣言が発表された。ただし、当時の日本の宇野宗佑首相はアルシュ・サミット前に対中制裁反対派および慎重派の中曽根康弘・鈴木善幸・竹下登元首相と会談し、サミットでは「中国を孤立させるべきではない」と主張して宣言に盛り込ませたことで他の西側諸国と距離感が目立った。
1989年に六四天安門事件が起き、国民を制御するため今まで活用してきたマルクス主義、階級闘争、社会主義などのイデオロギーが通用しなくなったことを悟った江沢民は、国内政治の不満を逸らすべく、そして、マルクス主義、階級闘争、社会主義などの代替イデオロギーとして反日教育を利用し始めた。1991年に江沢民は、「小学生、中学生から大学生まで、中国近代史、現代史および国情教育を行うべき」であり、「1840年のアヘン戦争以降の百年にわたり、中国人民が列強から陵辱を受けたことを、史実を挙げて説明」し、「五四運動以降、中国共産党が誕生し、各族人民を指導して土地革命戦争、抗日戦争、解放戦争を経験し、中華人民共和国を建国し、中国人民が立ち上がったこと」を教育するよう要求した。これを受けて国家教育委員会は「小中学校の中国近代、現代史及び国情教育強化のための全体綱要」を作成し、歴史、地理、語文、思想政治を関連科目として指定し、各科目に対してそれぞれ近現代史、国情教育強化の指示を出した。こうして実施された近現代史教育において、中国共産党は「日本は、日中戦争で独立存亡の危機に中国を直面させ、他方でその日中戦争の中から中国共産党が覇権を握っていく」という「『正しい歴史』に密接にかかわる必要不可欠なキャラクター」であり、日本政府は明治維新から終戦まで一貫して、資源が乏しい中で近代化を実現するため中国を侵略する計画を持ち、戦争は周到に計画されていたとする「戦争必然論」の立場を取るようになり、こうした思想が教科書にも貫かれ、1990年代に入り、こうした観点から近現代史教育が強化された。江沢民は、「教育部門のみならず、思想宣伝部門、政治法律部門、全党、全社会も努力しなければならない」と述べており、1990年代以降、教科書のみならず、テレビ、新聞、映画などの全分野において、青少年に対して愛国主義教育が展開されるようになり、教科書に要求された内容を基礎とする報道、ドラマ、映画などの製作が求められ、教科書に要求された内容が報道、ドラマ、映画などのベースを提供するようになった。江沢民は、自分の父親がかつての大日本帝国の傀儡政権である汪兆銘政権の官吏だったことを隠すために、「自分がいかに反日か」を示そうと、愛国主義教育基地として「抗日戦争記念の地」を選び、1994年に中国共産党中央委員会によって「愛国主義教育実施綱要」が制定され、抗日戦争記念館への見学や、教科書に南京大虐殺、三光作戦、万人坑、731部隊などに関する記載が大幅に増加され、それまで日本軍の侵略に関する記載は小学校では10%、中学校では20%であったが、中学校教科書『中学歴史第四冊』（2001年）では総161頁のうち、41頁が該当しており、大幅に追加されている。そして、「抗日戦争勝利50周年」に当たる1995年から、徹底した反日教育を推進し、1995年9月3日に北京で開催された「首都各界による抗日戦争記念ならびに世界反ファシスト戦争勝利50周年大会」で江は演説し、日中戦争の被害者数をそれまでの軍民死亡2100万（抗日勝利40周年の1985年に中国共産党が発表した数値）から死傷者数を含めた上で3500万とした。
江沢民は首相退任後の1990年5月7日に宇野が中国を訪問した際にこの事への感謝を述べた。円借款自体は1991年8月に宇野の後任である海部俊樹首相の中国訪問によって再開されたものの、中国には天安門事件のイメージを国際社会から払拭する必要があった。
そのために江沢民は1992年4月6日に田中角栄への見舞いも兼ねて訪日した際に天皇を中国に招待し、同年10月に明仁天皇・美智子皇后は中国を訪問することになる。天皇訪中は日中関係史で歴史的な出来事だったが、1988年から10年間外交部長（外務大臣）として、1993年から2003年まで国務院副総理として15年間、江沢民時代の外交を支えた銭其琛は回顧録で天皇訪中は西側諸国の対中制裁の突破口という側面（用日）もあったと明かしている。
江沢民は、歴史問題を対日外交圧力の重要カードと位置付けており、『江沢民文選』によれば、1998年8月に外国に駐在する特命全権大使など外交当局者を集めた会議で、「日本に対しては歴史問題を永遠に言い続けなければならない」「日本の軍国主義者は極めて残忍で、（戦時中の）中国の死傷者は3500万人にも上った。戦後も日本の軍国主義はまだ徹底的に清算されていない。軍国主義思想で頭が一杯の連中はなお存在している。我々はずっと警戒しなければならない」と述べ、日本の軍国主義はなお健在との認識を示した。また台湾問題については、「日本は台湾を自らの『不沈空母』と見なしている」「日本に対しては、台湾問題をとことん言い続けるとともに、歴史問題を終始強調し、しかも永遠に言い続けなければならない」と指示を出した。江沢民の対日政策によって中国では反日感情が高まり、同時に日本でも嫌中感情が高まった。
1998年11月、江沢民は中国の国家元首として初めて日本を訪れた。この訪日で江は「日本政府による歴史教育が不十分だから、（国民の）不幸な歴史に対する知識が極めて乏しい」と発言して、日本の歴史教育を激しく非難した。当時の日本の小渕恵三首相に韓国大統領の金大中が10月に訪日した際の日韓共同宣言の「痛切な反省と心からのお詫び」と同様の記述を日中共同宣言に明記するよう要求し、その執拗さから日本国民の反発を買った。訪日中の11月26日に行われた明仁天皇主催の豊明殿での宮中晩餐会では、答礼のスピーチについて中華人民共和国外交部は歴史問題に踏み込まない草稿を準備していたが、晩餐会直前に江沢民の意向で内容が差し替えられ、晩餐会の席上で過去の歴史について遠慮のない日本批判を行った。また、江の回顧録では、この宮中晩餐会で、同席した三笠宮崇仁親王から「今に至るまでなお深く気がとがめている。中国の人々に謝罪したい」との発言があったとしている。なお、江は中国共産党の礼服である黒い中山服（人民服）を着用して宮中晩餐会に出席したが、これが非礼ではないかとの批判もあった。しかし、1980年に中国の首相として初めて国賓として訪日した華国鋒も黒い中山服を着て、当時の昭和天皇主催の宮中晩餐会に出席している。
また、この訪日の際に早稲田大学からの名誉博士号の授与を拒否している。これは、同大学の創立者である大隈重信が、首相時代に対華21か条要求を出したためともされている。11月28日に行われた大隈講堂での講演中には出席者が「中国の核軍拡反対」と叫んで警官に取り押さえられる騒ぎも起きた。
一方で魯迅が留学していた仙台市を訪問した際には、魯迅が学んだ東北大学の教室での記念撮影や日中友好を願った直筆の漢詩を送った他、夕食会では仙台弁を交えた挨拶をするなど終始友好的なムードが保たれた。
この訪日に先立つ1997年10月、江沢民はアメリカ合衆国を訪問。ハワイの真珠湾へ立ち寄って戦艦アリゾナ記念館に献花を行い、ここで日本の中国（当時の中国大陸は中華民国の中国国民党政府の統治下であった）侵略と真珠湾攻撃を批判した。これについては、「歴史問題を通じてのアメリカへの接近、ひいては日米離間を狙った演説だった」とする見方もある。
日本の首相による靖国神社参拝には断固反対の立場をとった。江沢民と後任の胡錦濤は、靖国神社を毎年参拝した小泉純一郎首相とは極力首脳会談を行わなかった。

## 家族
1949年12月に結婚した王冶坪との間に2人の子息を儲けた。長男の江綿恒は中国科学院副院長（2015年1月まで）、上海科技大学の学長職を務める。

## 年譜
- 1937年 - 揚州中学入学。
- 1943年 - 南京中央大学入学。
- 1945年10月 - 上海交通大学に転籍。
- 1946年4月 - 中国共産党に入党。
- 1982年9月 - 第12回党大会で、中央委員に選出。
- 1983年6月 - 電子工業部長（大臣）に就任。
- 1985年6月 - 上海市党委員会副書記に就任。
- 1985年7月 - 上海市長に就任。
- 1987年11月 - 第13期1中全会で、中央政治局委員・上海市党委書記に選出。
- 1988年4月 - 上海市長を退任。
- 1989年6月 - 第13期4中全会で、中国共産党中央委員会総書記・中央政治局常務委員に選出。
- 1989年11月 - 第13期5中全会で、中国共産党中央軍事委員会主席に選出。
- 1990年3月 - 第7期全国人民代表大会第3回会議で、中華人民共和国中央軍事委員会主席に選出。
- 1992年4月 - 中国共産党中央委員会総書記として初めて日本を訪れる。
- 1993年3月 - 第8期全人代第1回会議で、中華人民共和国主席に選出。
- 1998年11月 - 中国国家主席として初めて日本を訪れる（国賓）。
- 2000年2月 - 共産党の政権奪取によって階級闘争は終了したとして、永続的な階級闘争を否定する「三つの代表」思想を提起。
- 2002年11月 - 第16期1中全会で、党総書記・政治局常務委員を退任。
- 2003年3月 - 第10期全人代第1回会議で、国家主席を退任。
- 2004年9月 - 第16期4中全会で、党中央軍事委員会主席を辞任。
- 2005年3月 - 第10期全人代第3回会議で、国家中央軍事委員会主席を辞任。

## 逸話
- 父が汪兆銘政権の官吏であり、自身も日本軍が管轄する南京中央大学に在籍していたため、日本語を少し話すことができ、酔うと日本語で炭坑節を歌うことがある[2][3]。
- 2000年10月27日、当時の香港特別行政区行政長官・董建華と中南海で会見した時、董の再選可能性や董に対する中央政府の態度などについて執拗に尋ねた香港メディアの記者張宝華を数分間にわたって罵倒した[114][115]。その時江が発した「Too young」（若すぎる）、「Too simple, sometimes naïve」（単純すぎて時々世間知らず）、「悶声大発財」（こっそりと千金を得る）、「弄個大新聞」（スクープをでっち上げる）、「按照基本法」（基本法に基づく）などの言葉はのち、中国でインターネット・ミームとなっていた[116][117]。また、機械工業部第二設計研究所に視察した時の発言やアメリカ記者マイク・ウォレスによるインタビューの一部の発言もネット用語となった。
- 中国のネット上で検閲を避けるため、江を言及する場合には「蛤」（蝦蟇の「蝦」の同音字、その風体から[118]）や「長者」（年長者、上述の董建華事件には「今日は1人の長者として」の発言があるから）など婉曲な表現がよく用いられる。また、江を信仰としてして崇拝する行為は「膜蛤（中国語版、英語版）」（蛤にひれ伏す）と呼ぶ[119][120]。
- 芸術に対する造詣が深い。ピアノ・二胡・ギターなどを弾ける[121][122]。ハワイ訪問中にハワイアンギターで『アロハ・オエ』を演奏したこともある[123][124]。また、外遊中に京劇や現地の歌謡曲を歌ったことがある[125]。
- 繁体字と簡体字を混用した揮毫好きは有名である。2003年時点で中国国内にある江の揮毫は既に毛沢東を超え、33,800点に上った[126]。

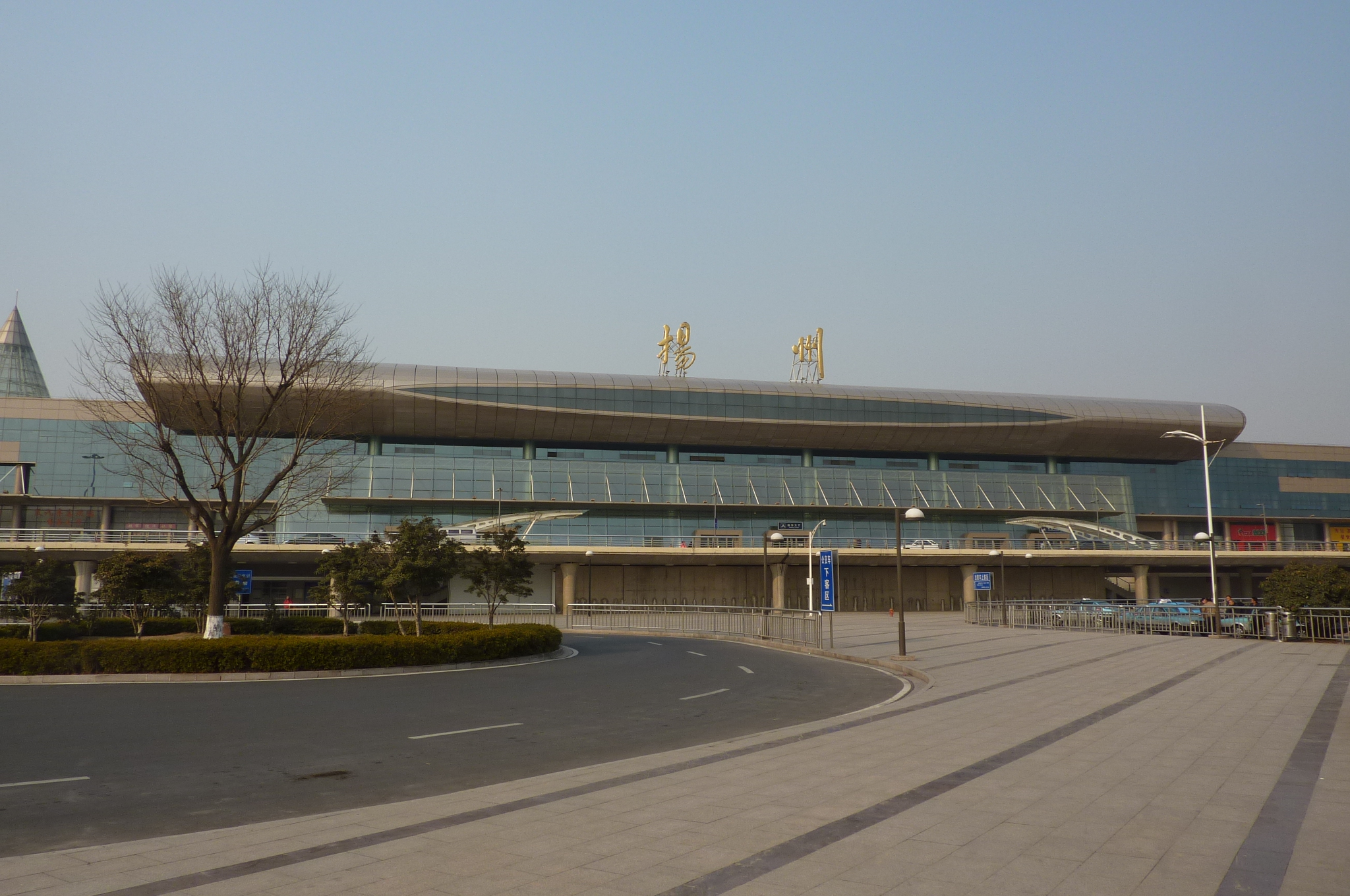
揚州駅
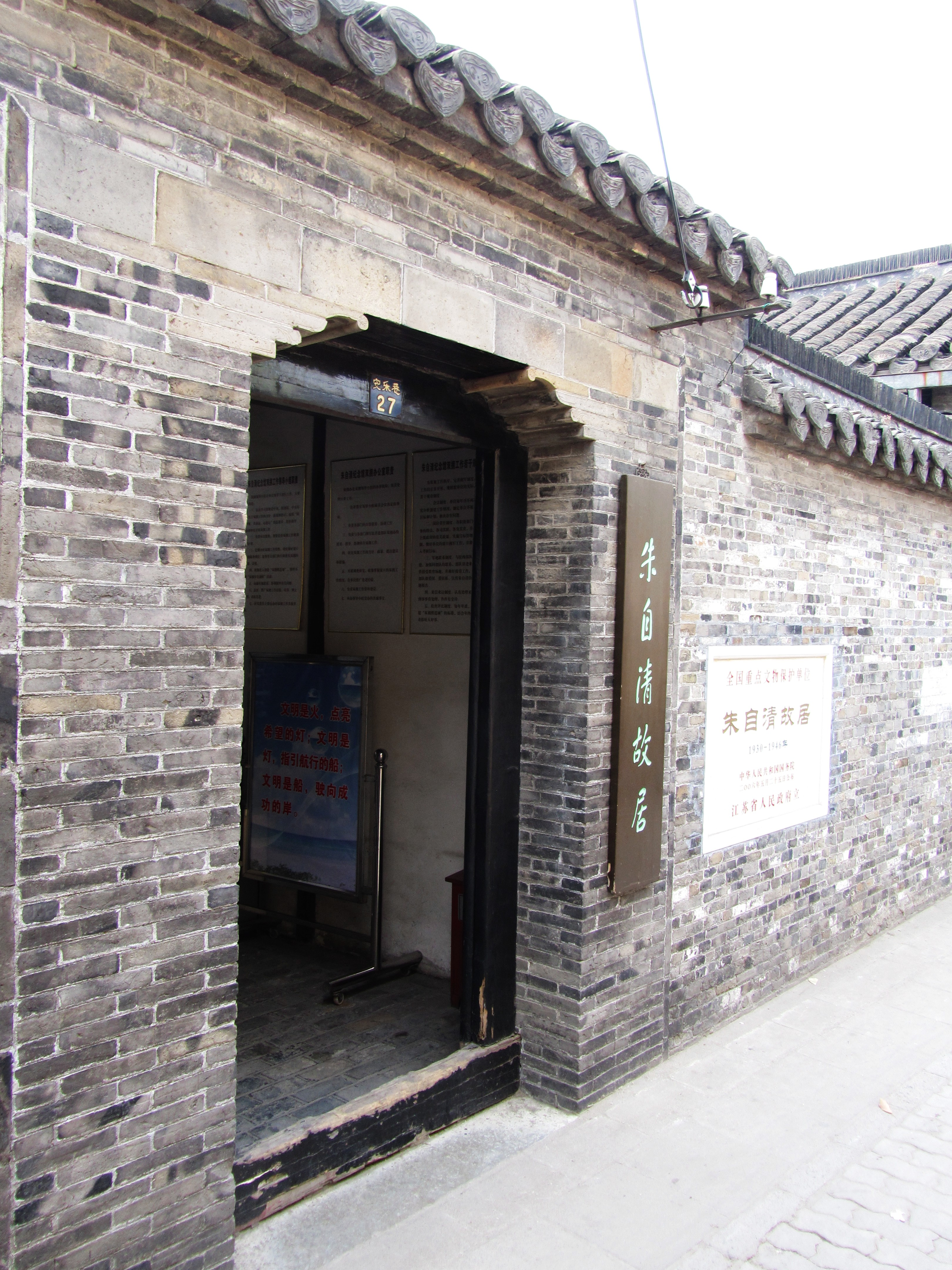
朱自清旧居の扁額
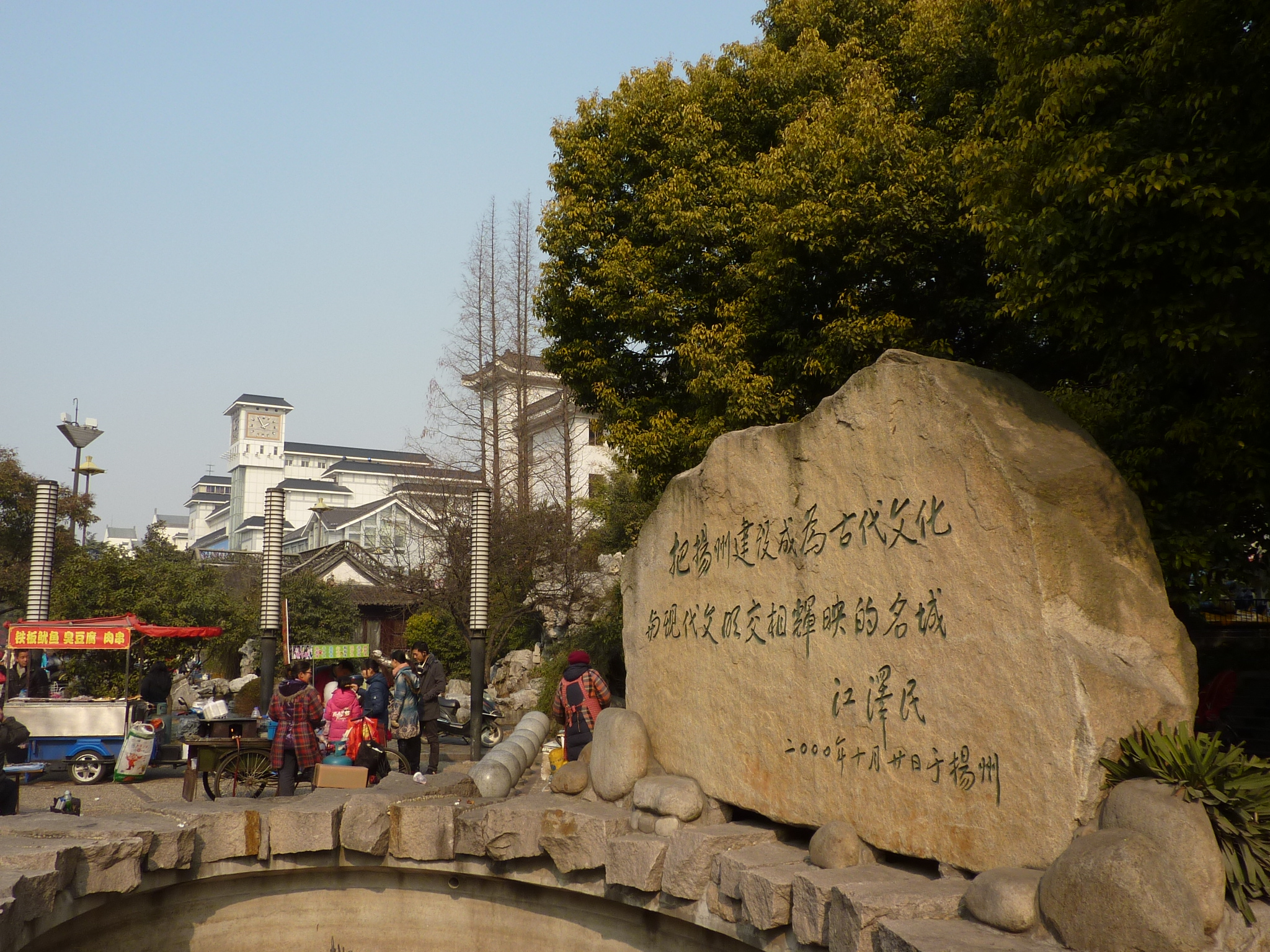
揚州市の公園
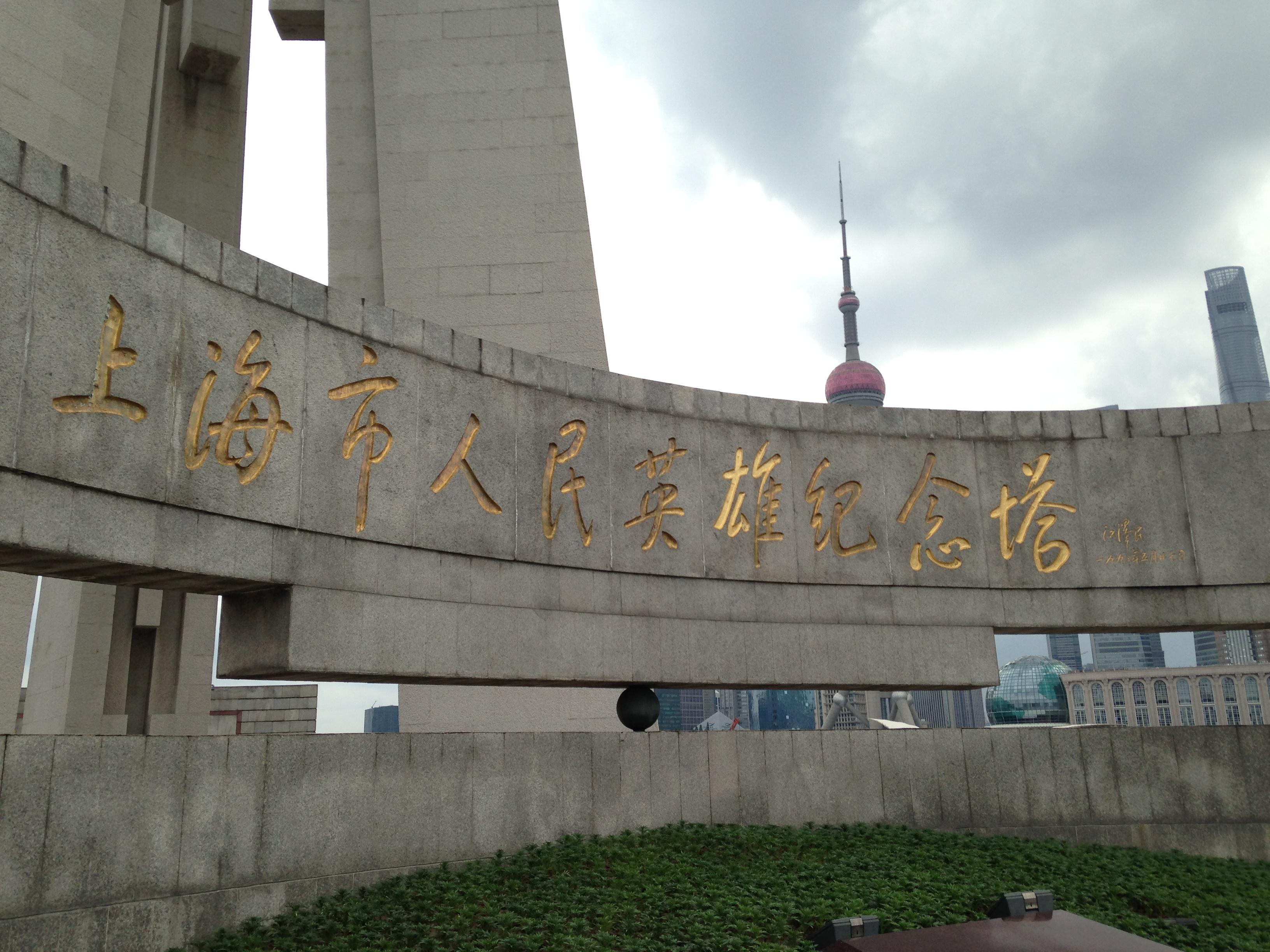
外灘にある上海市人民英雄紀念塔
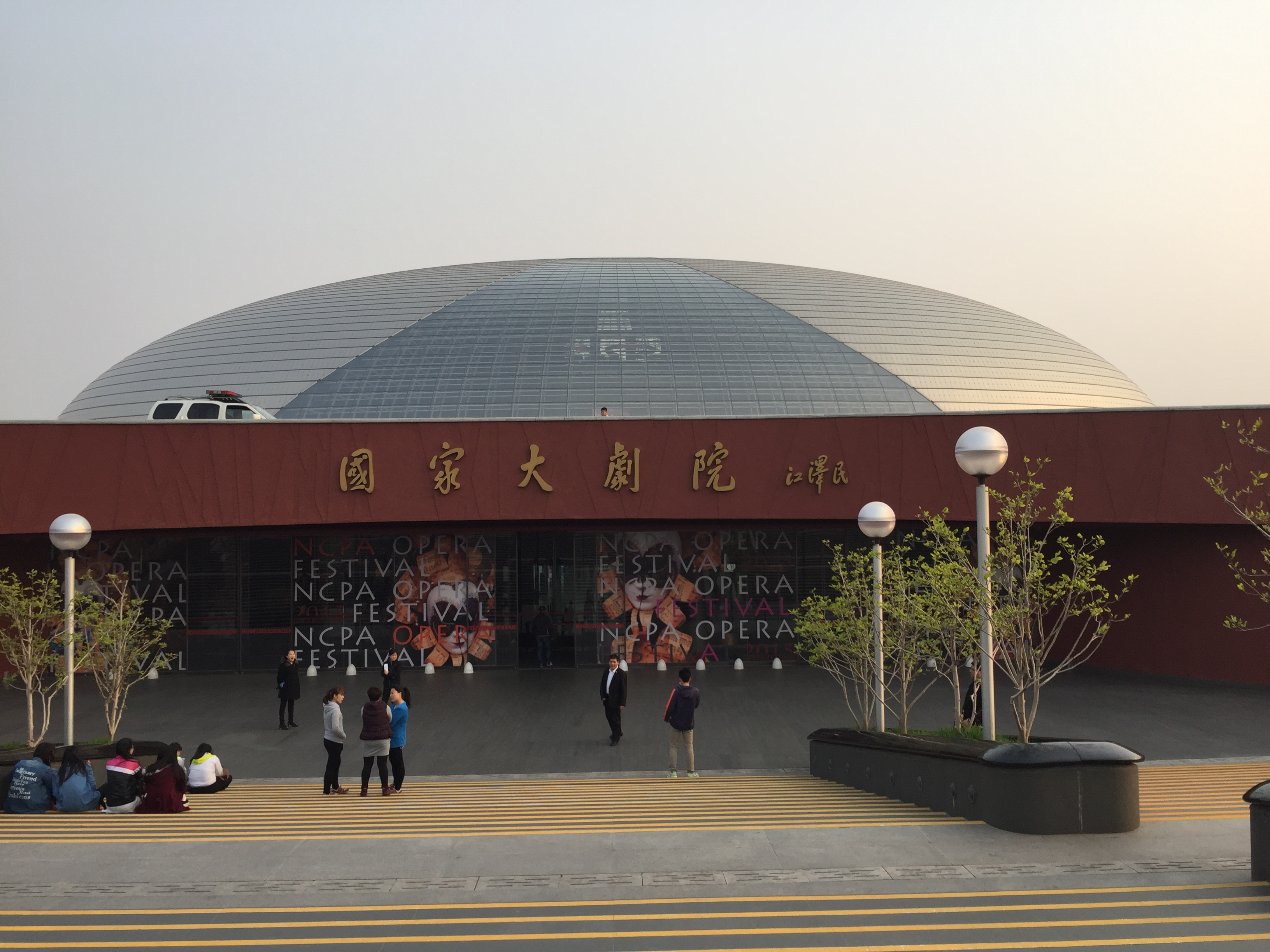
中国国家大劇院
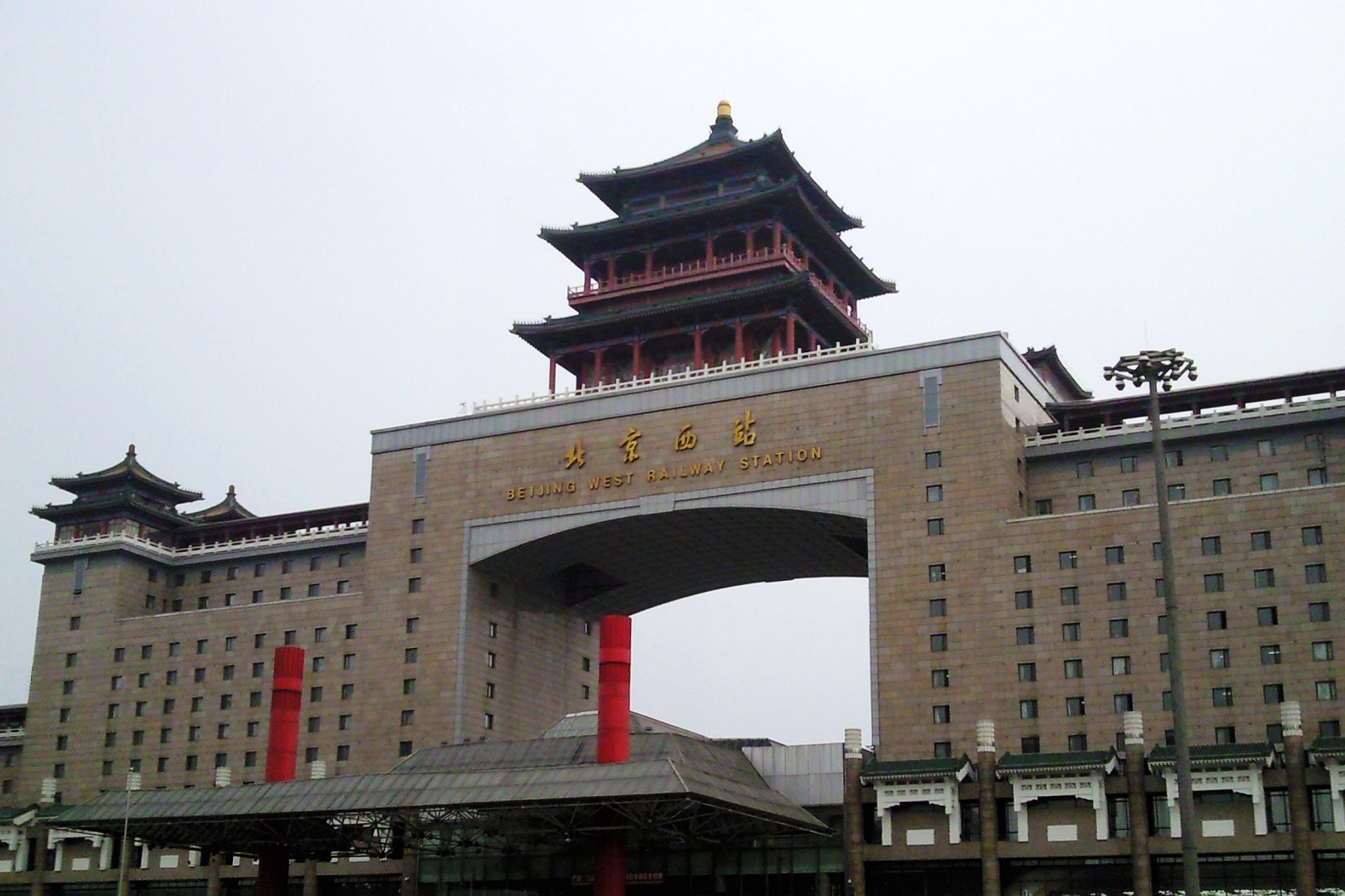
北京西駅
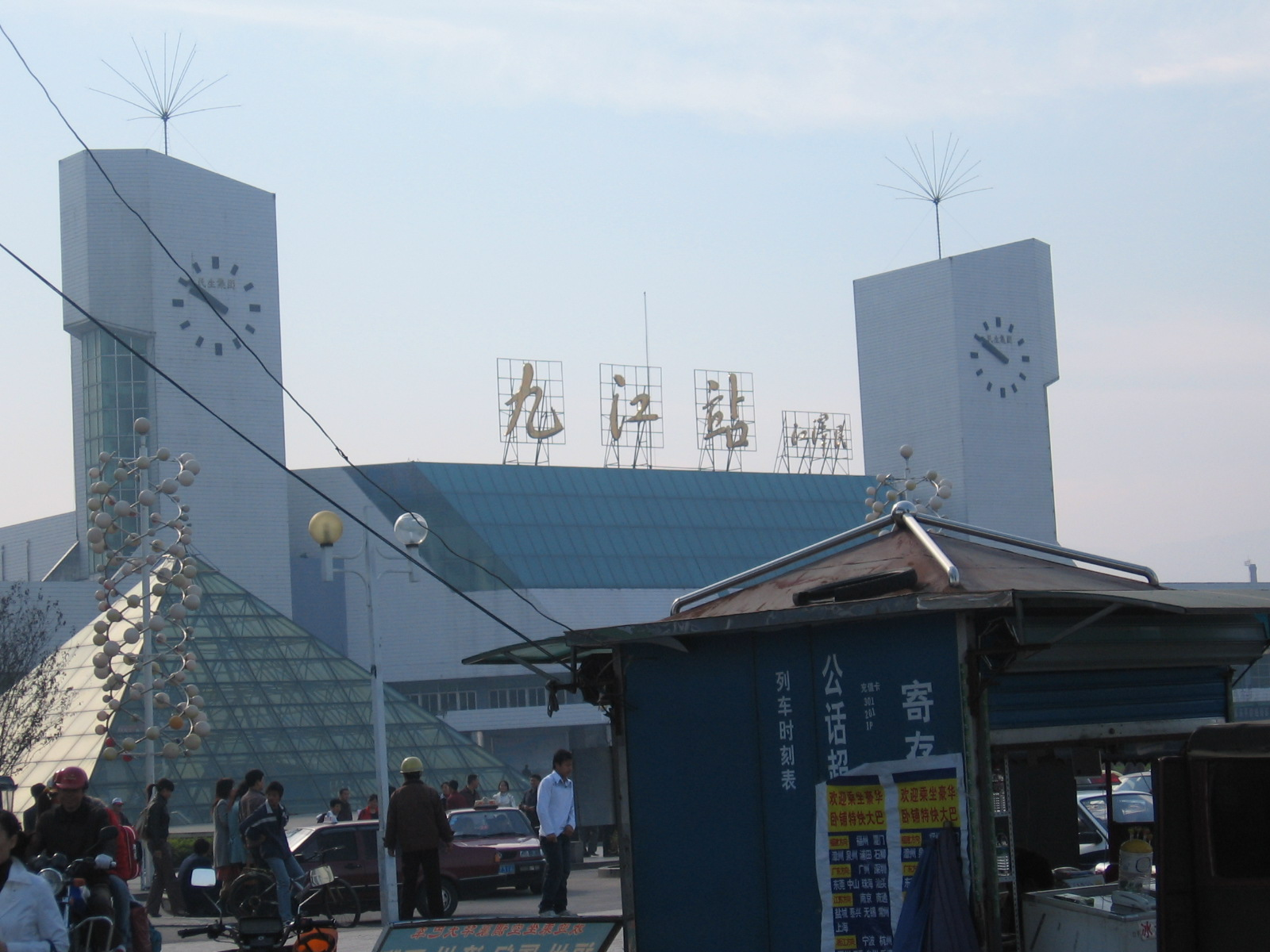
九江駅
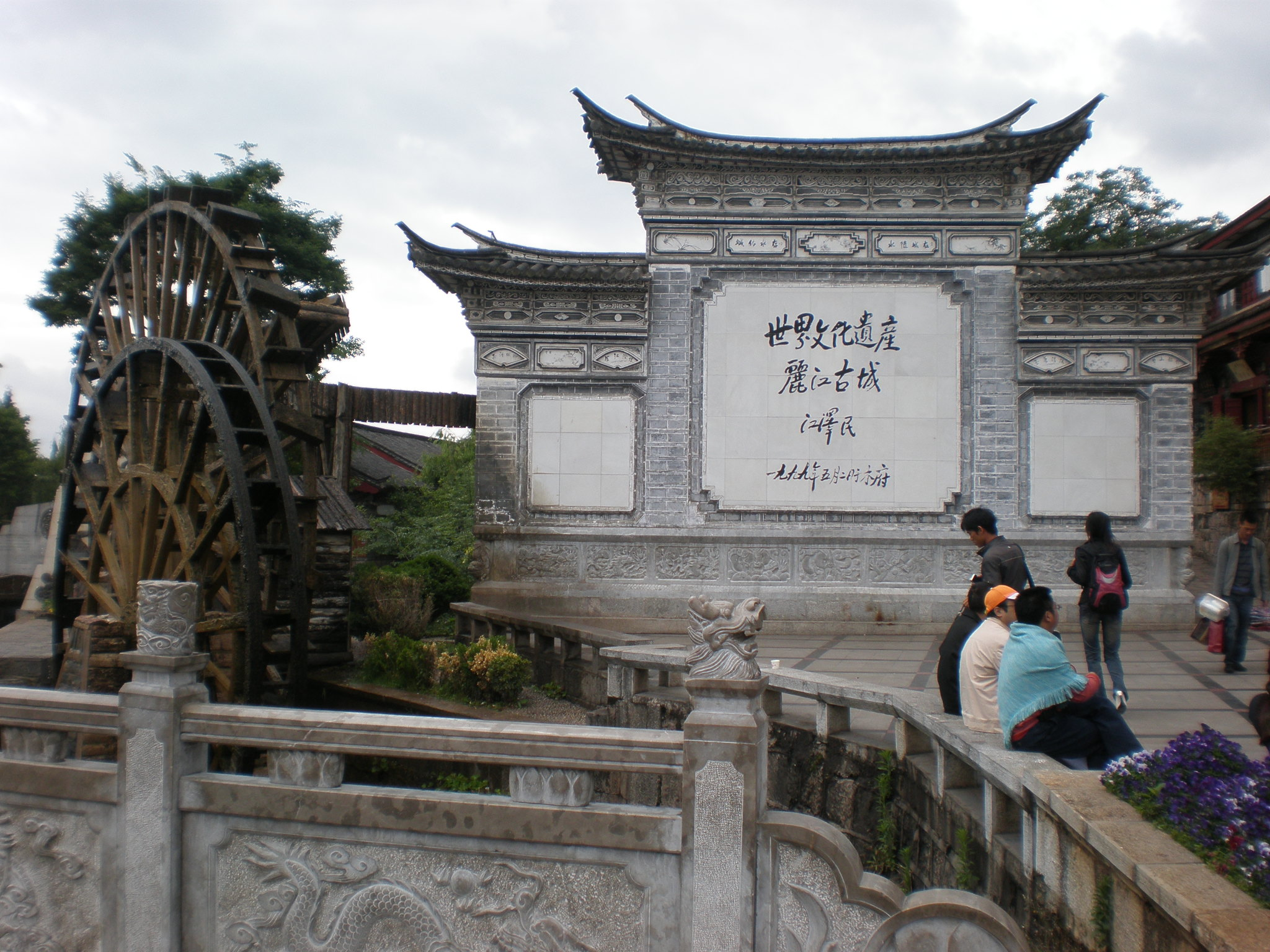
「世界文化遺産・麗江古城」
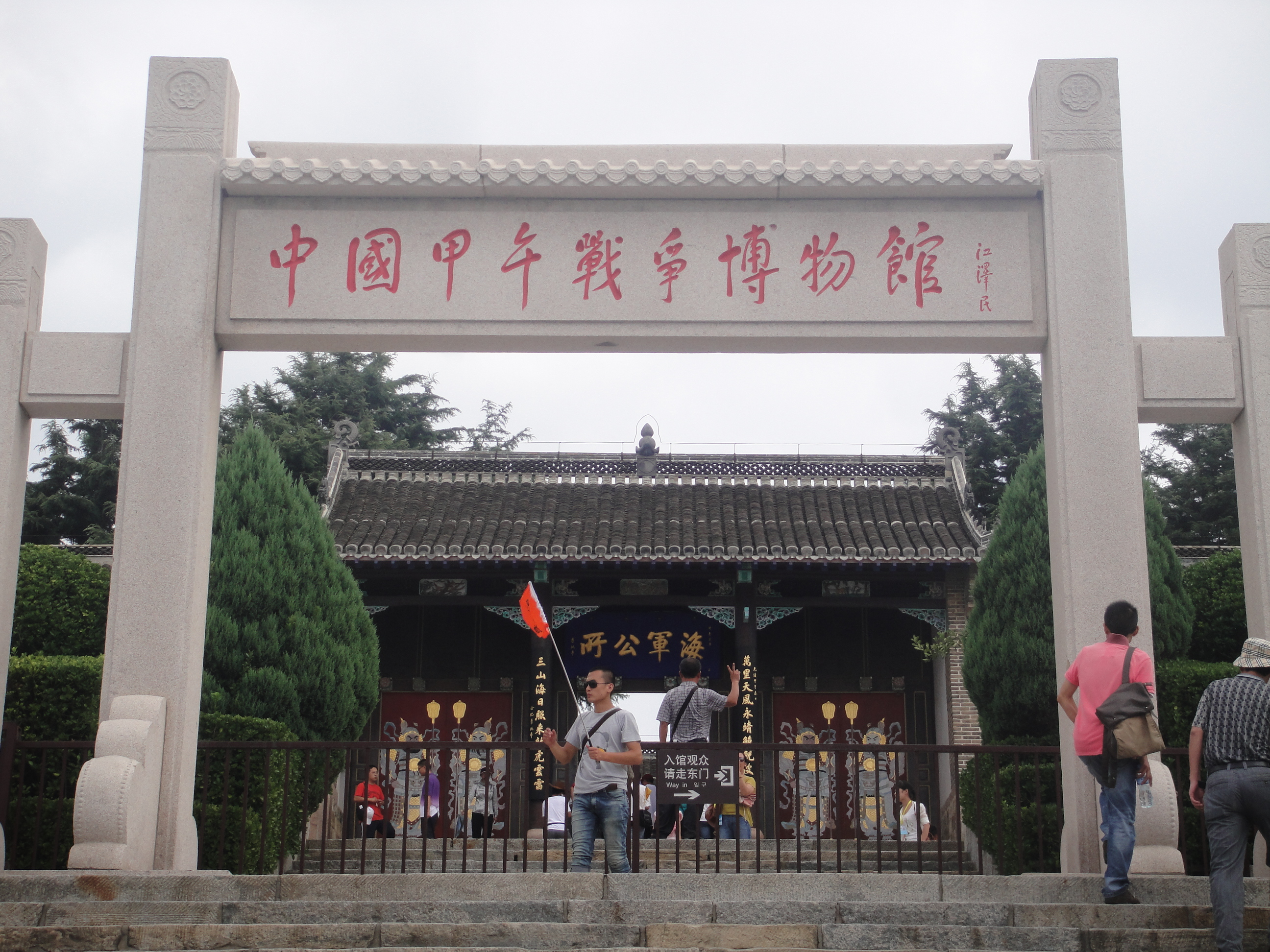
中国甲午戦争博物館
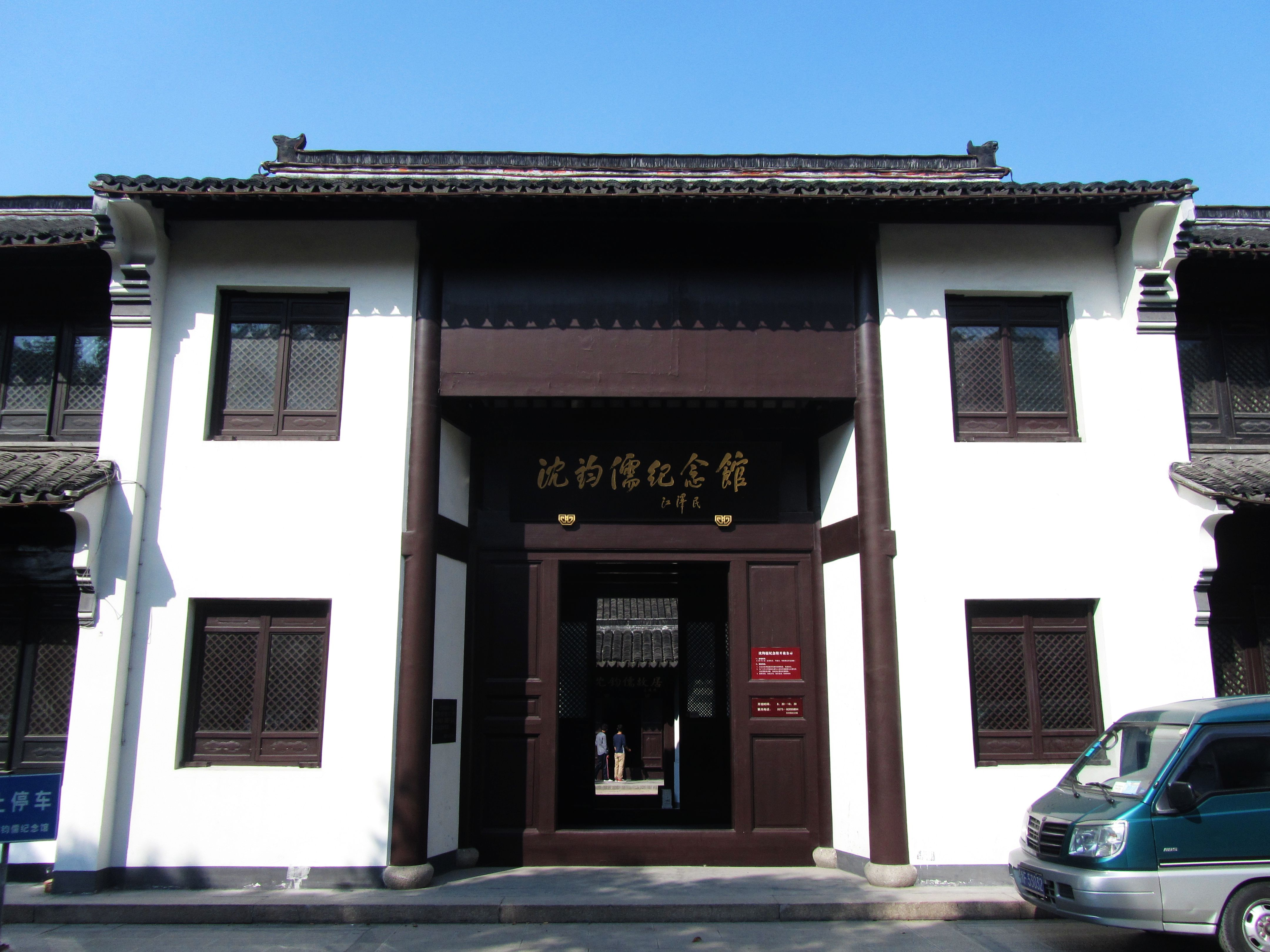
沈鈞儒紀念館の扁額
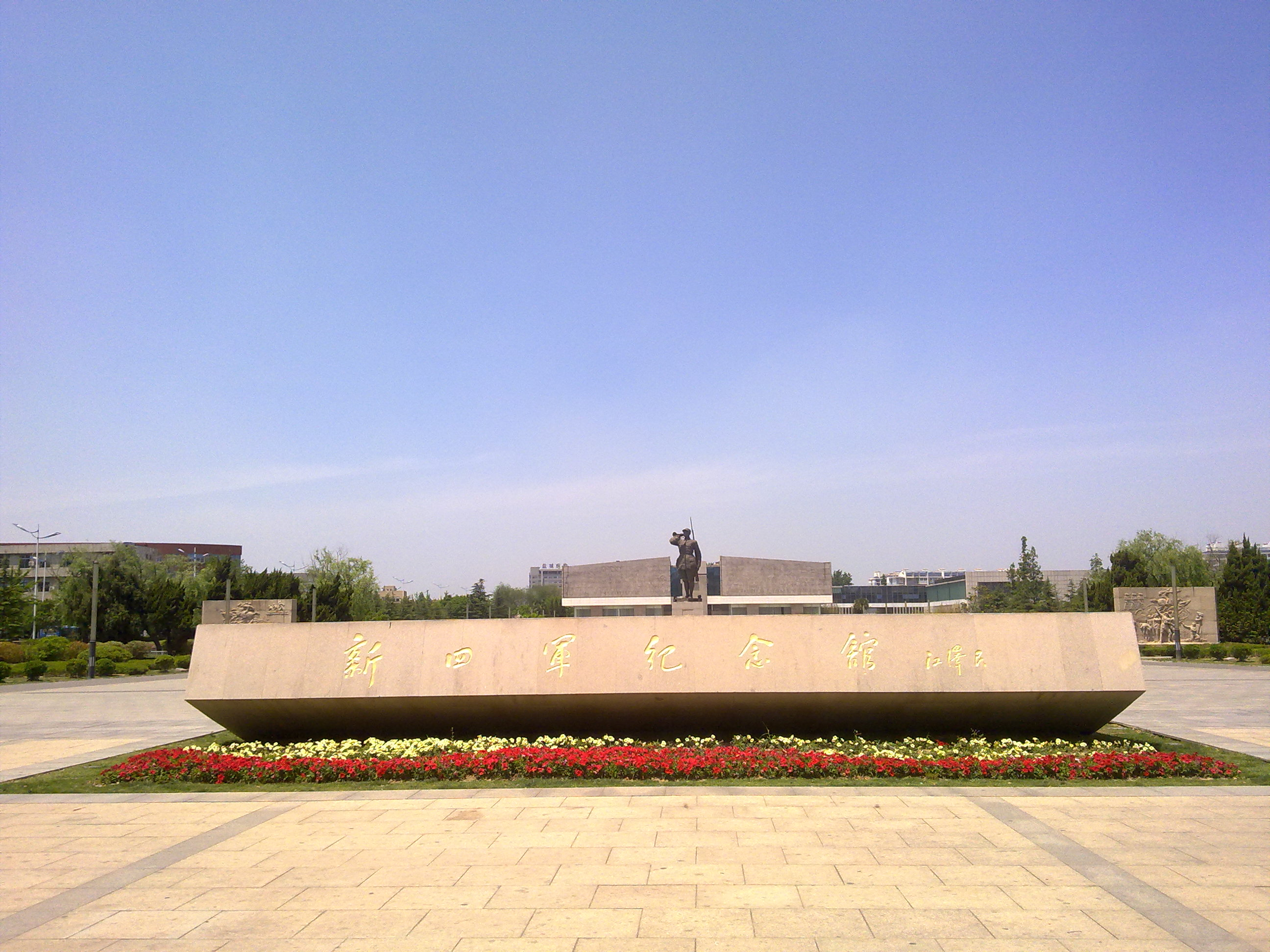
新四軍紀念館
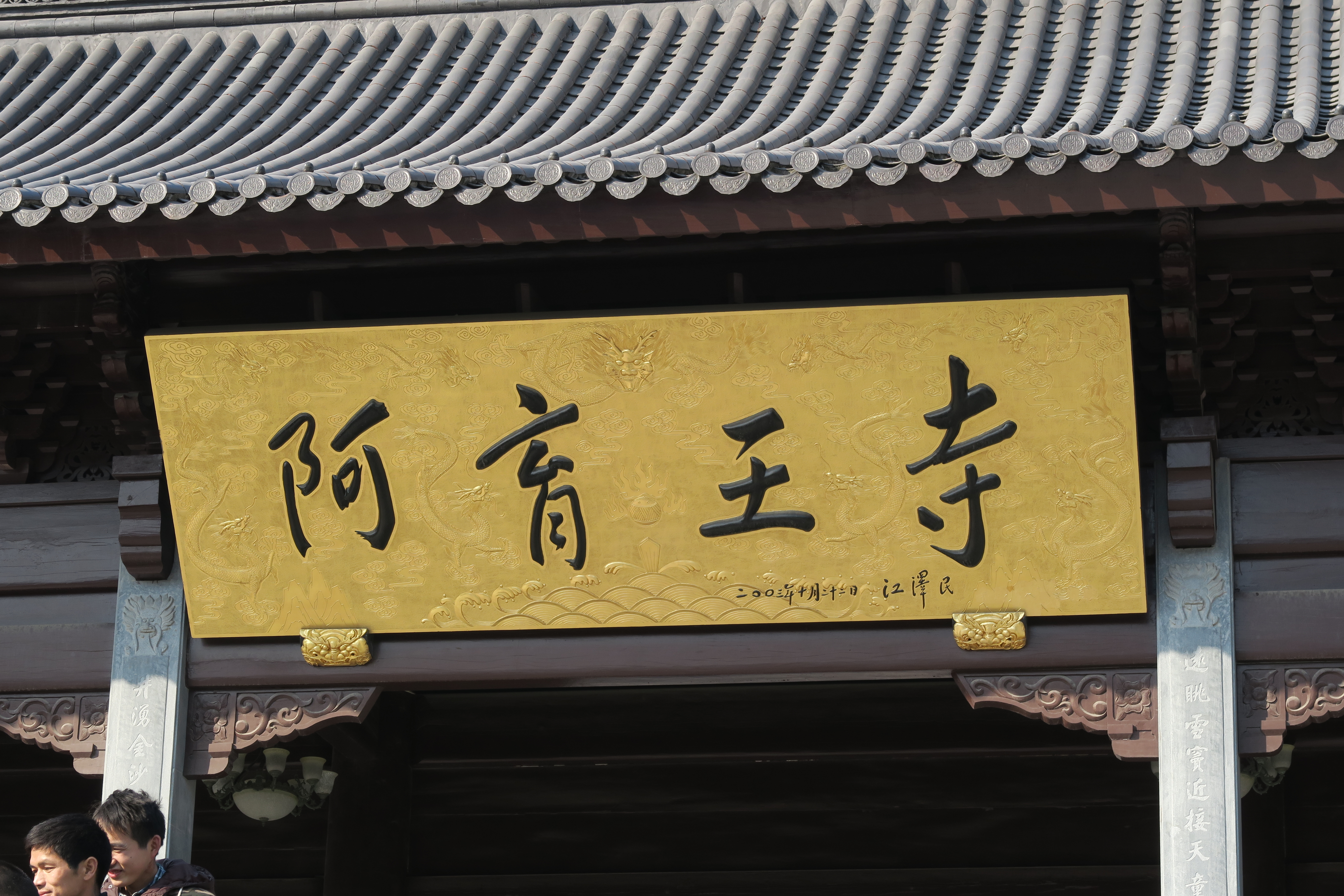
阿育王寺の扁額
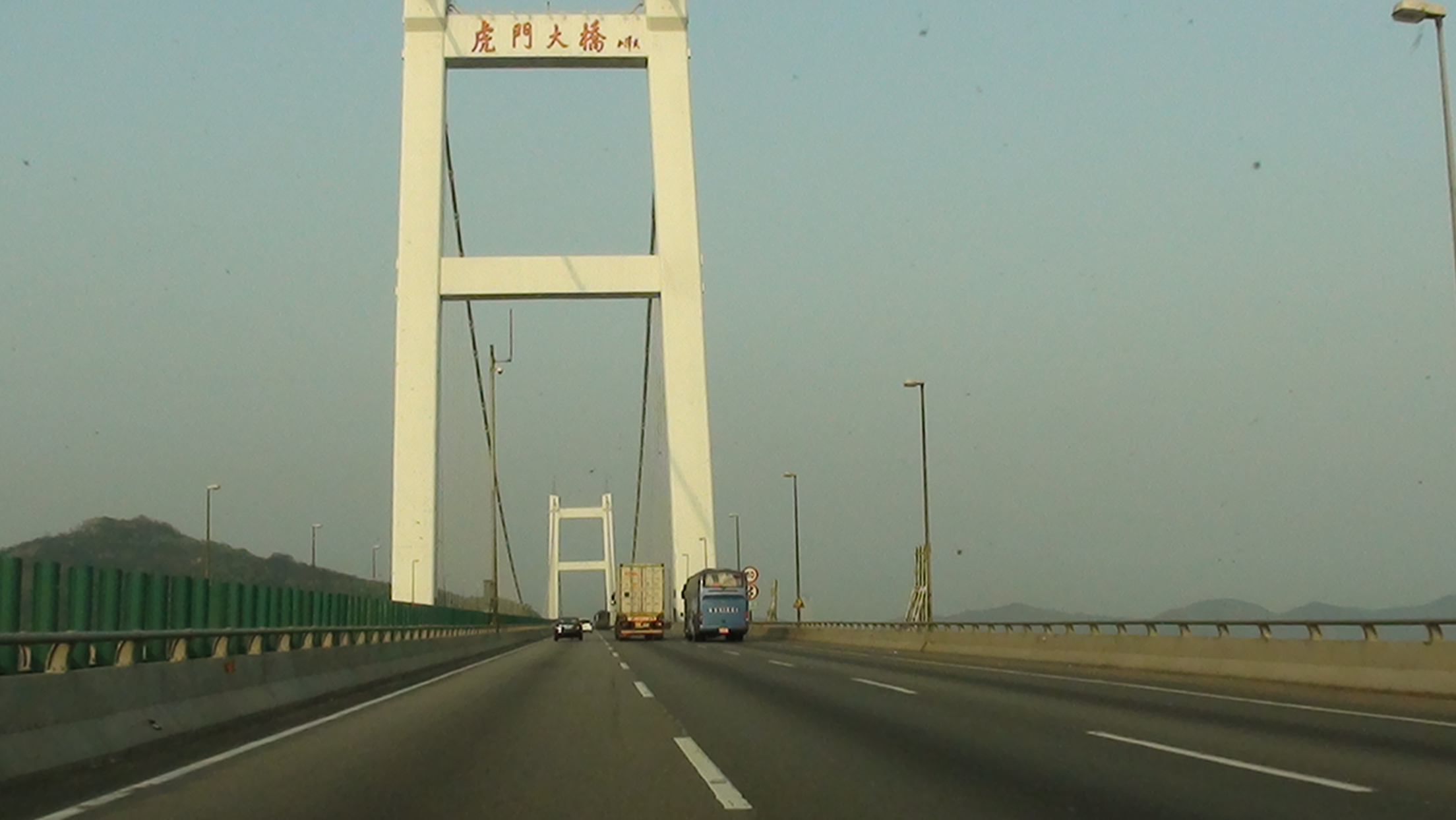
虎門大橋
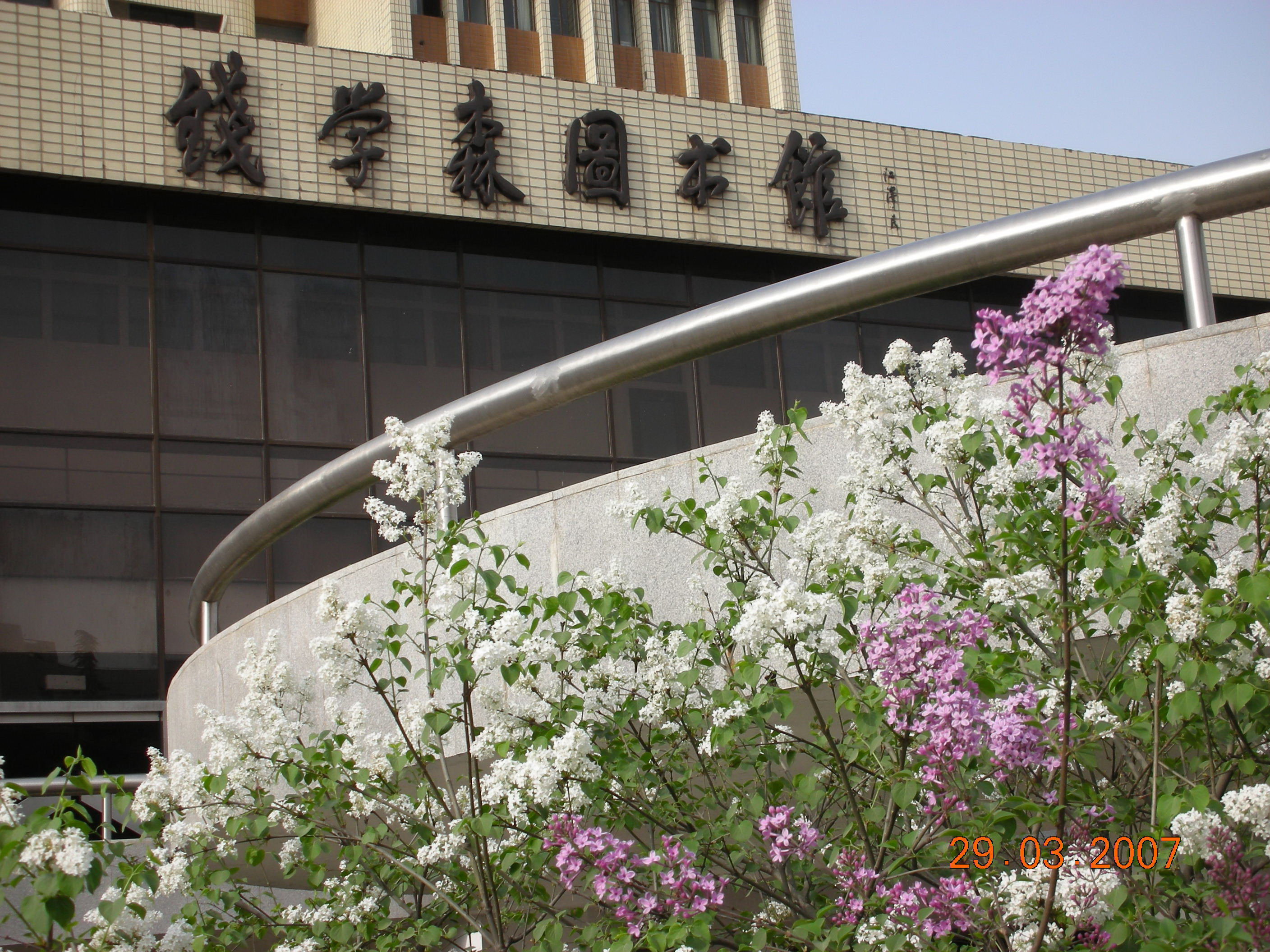
西安交通大学の銭学森図書館
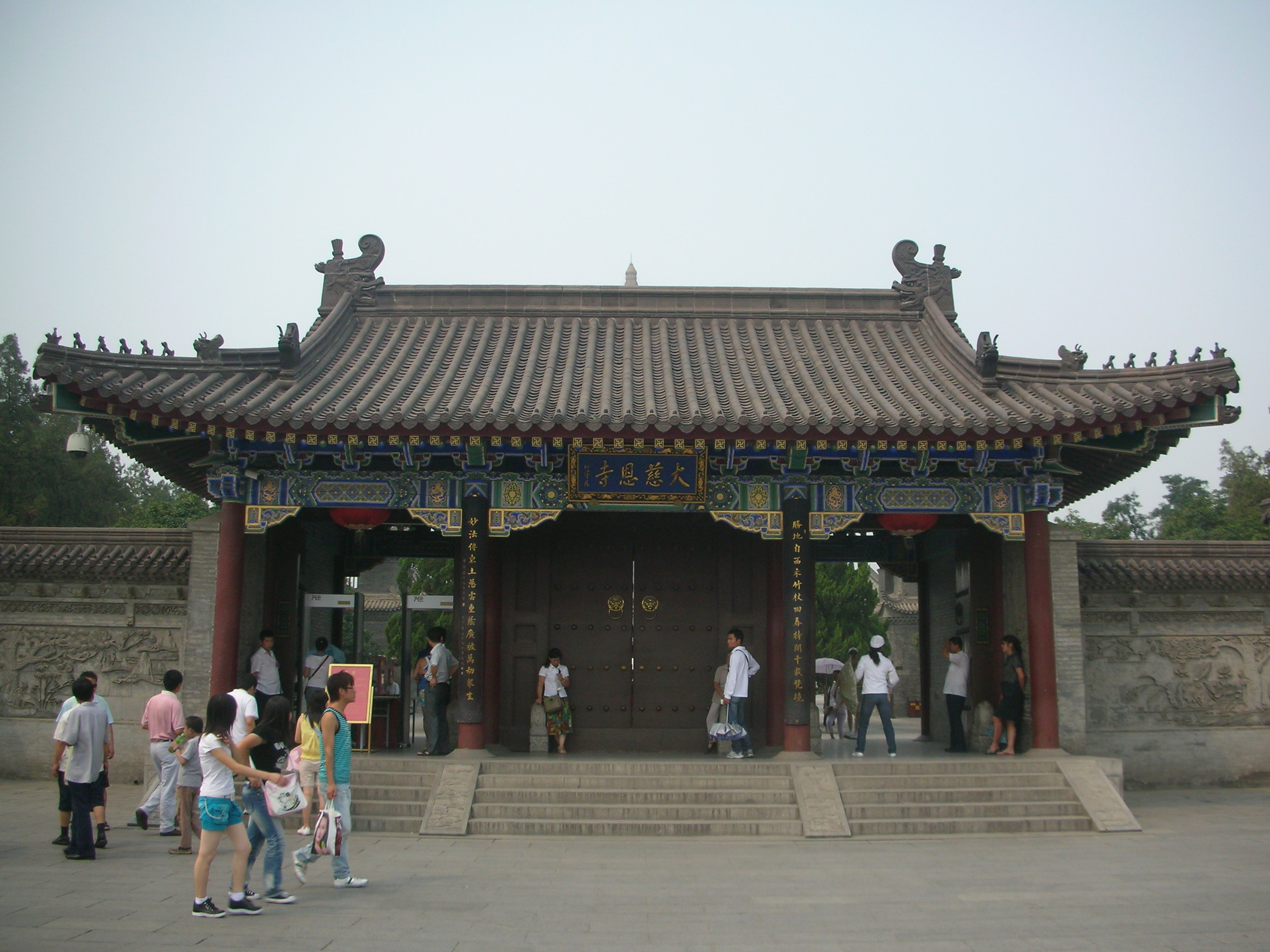
大慈恩寺正門の扁額
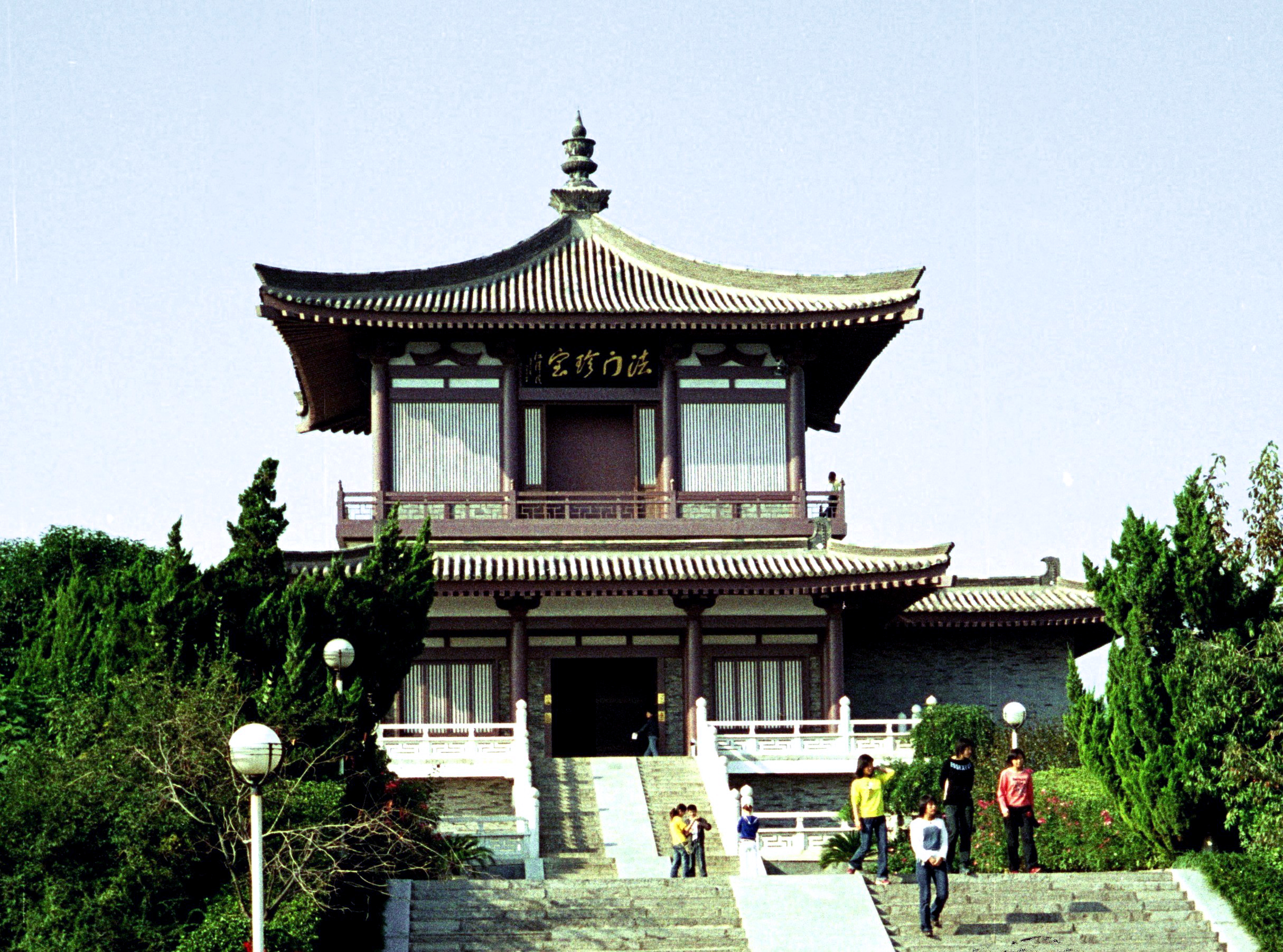
法門寺の珍宝館
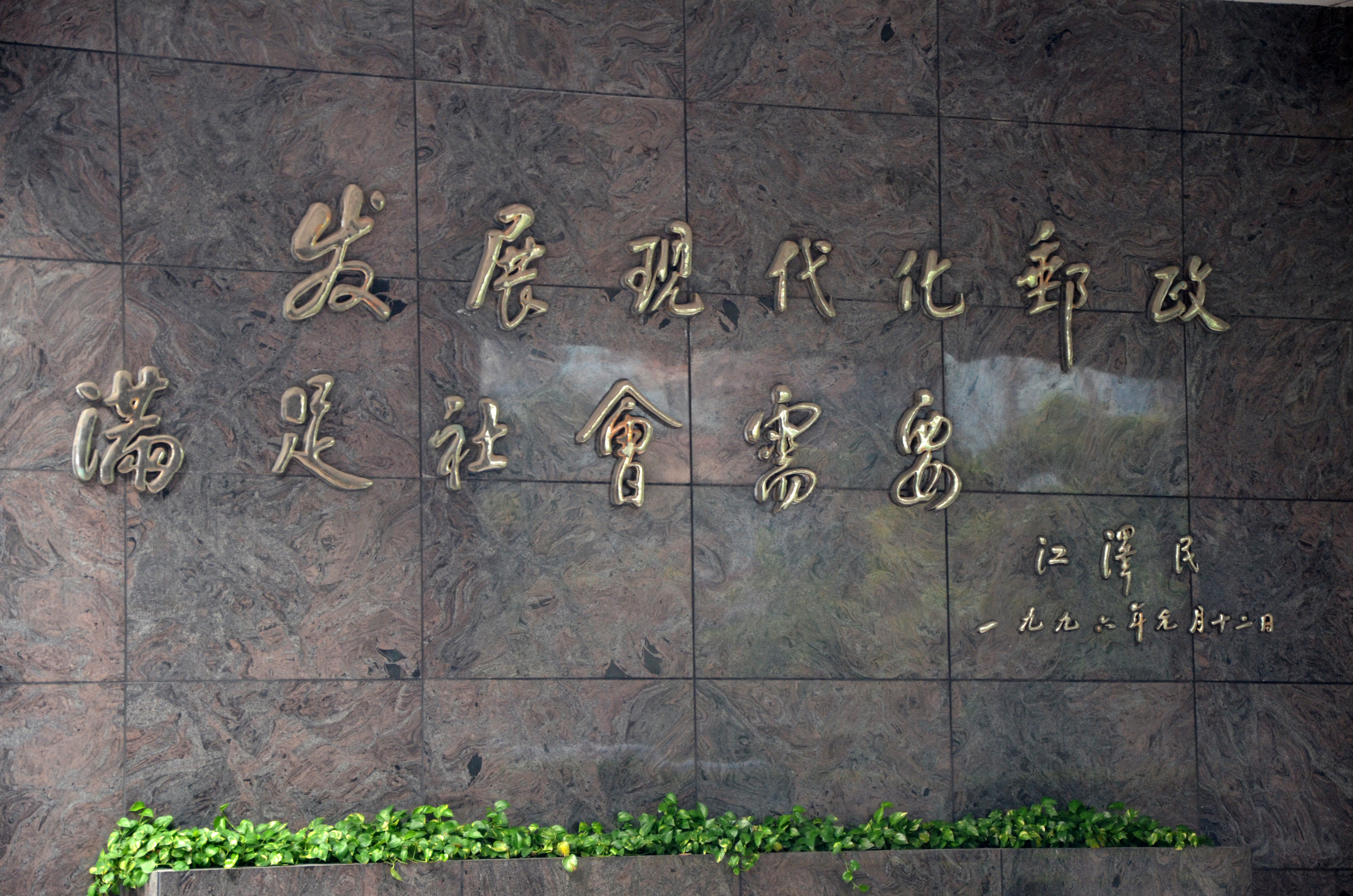
「現代化郵便事業を発展させ、社会の需要を満たせる。」（広東省郵政公司）
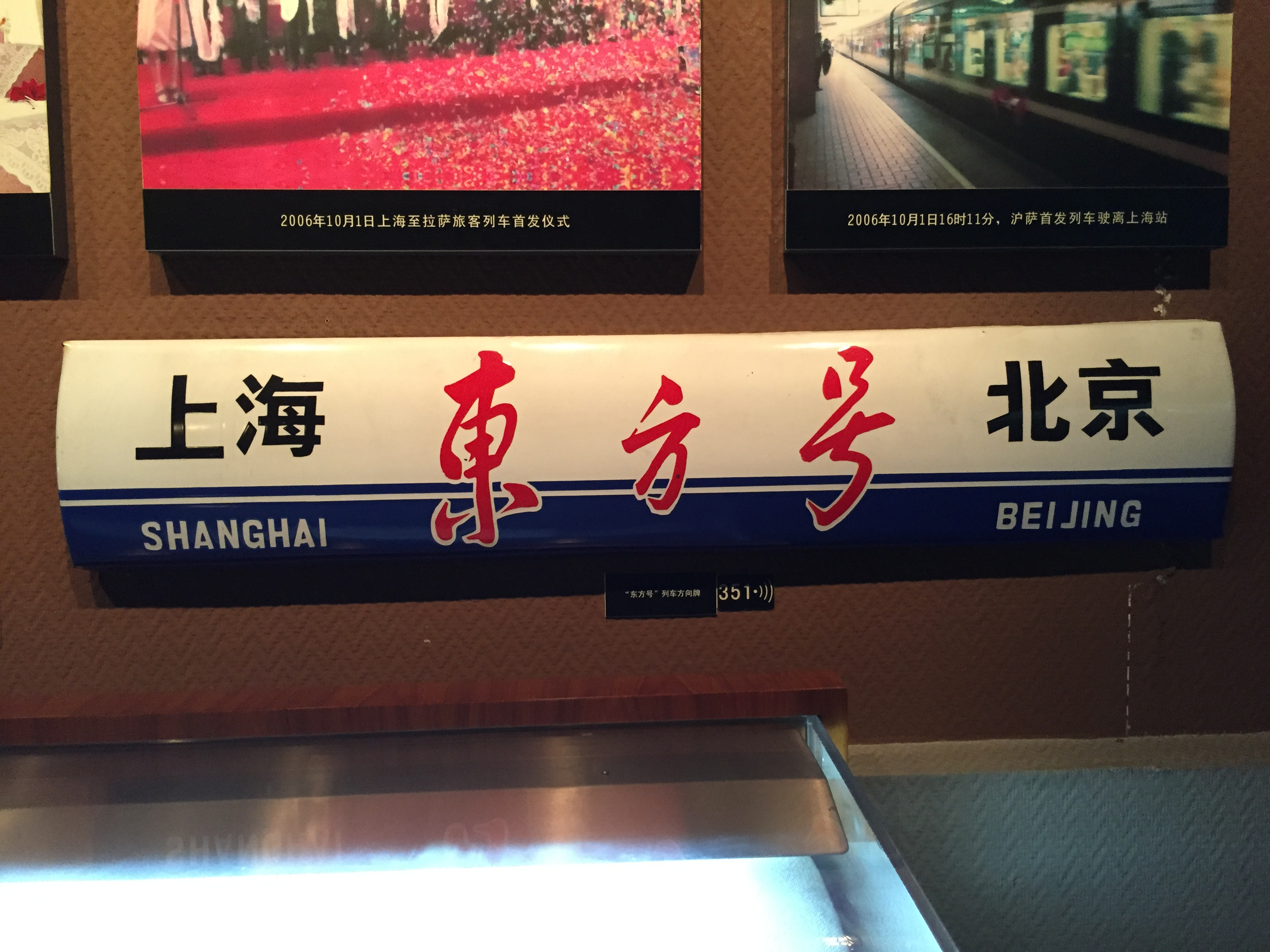
「東方号」列車の行先標
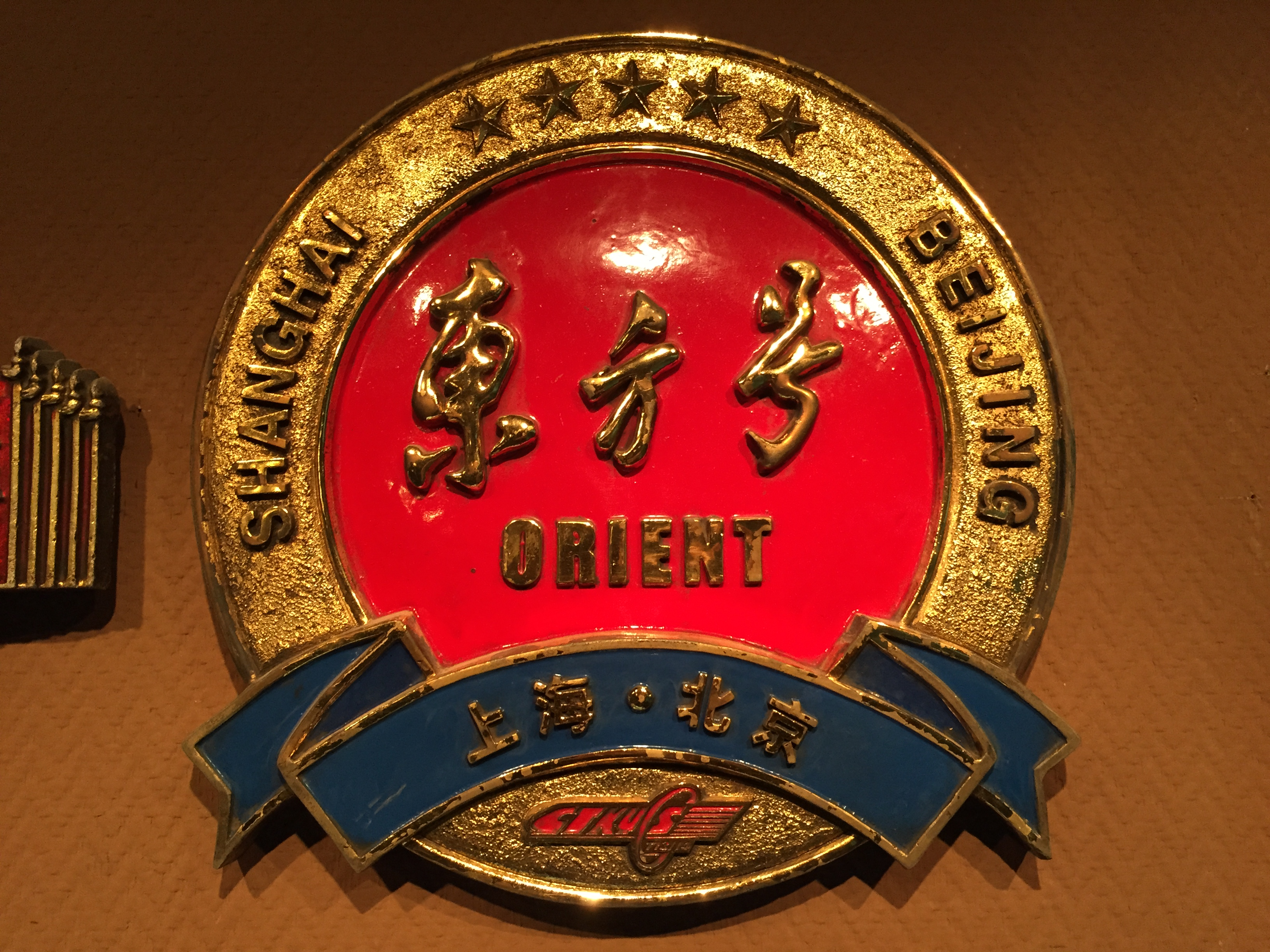
「東方号」のヘッドマーク